# Ирландия
Ирла́ндия (ирл. Éire МФА: [ˈeːɾʲə]о файле, англ. Ireland МФА: [ˈaɪəɹlənd]о файле; в международной практике часто используется название Респу́блика Ирла́ндия для отличия от Северной Ирландии) — государство в Северной Европе, занимающее бо́льшую часть острова Ирландия. На севере граничит с Северной Ирландией (частью Великобритании). Площадь — 70,2 тыс. км².
Название страны происходит от древнеирландского Eriu, или Эриу — имени богини в ирландской мифологии.
Столица — город Дублин, в котором проживает около четверти населения всей страны (1,4 млн человек). Население страны использует в основном английский язык (ирландский диалект); исконный же язык острова — ирландский, относящийся к кельтской группе — используется в настоящее время довольно ограниченно, главным образом в гэлтахтах. Тем не менее государственными признаны оба языка.
Ирландия — член организаций: Совета Европы (с 1949), ООН (с 1955), ОЭСР (с 1960), Европейского союза (с 1973), Евратома (с 1973), Европейской валютной системы (с 1979), Всемирной торговой организации (с 1 января 1995).

## Этимология
Название государства на современном ирландском языке (Eire) происходит от древнеирландского Eriu, или Эриу — имени богини в ирландской мифологии.
Четвёртая статья Конституции Ирландии (принятой в 1937 году) гласит: «Название государства — Éire, или, по-английски, Ireland». В 1947 году было принято название Republic of Ireland как описание государства (Description of the State); названием же его по-прежнему осталось просто Ireland. Это связано с заявленными в конституции претензиями на весь остров: «Принадлежащая народу территория состоит из всего острова Ирландия, прилегающих к нему островов и территориального моря» (ст. 2; с 1998 года, в результате Белфастского соглашения, текст заменён на более нейтральный[какой?]). Тем не менее в разных сферах — официальных и неофициальных — для отличия государства от британской Северной Ирландии и острова в целом широко используется наименование Republic of Ireland.

## География

### Географическое положение

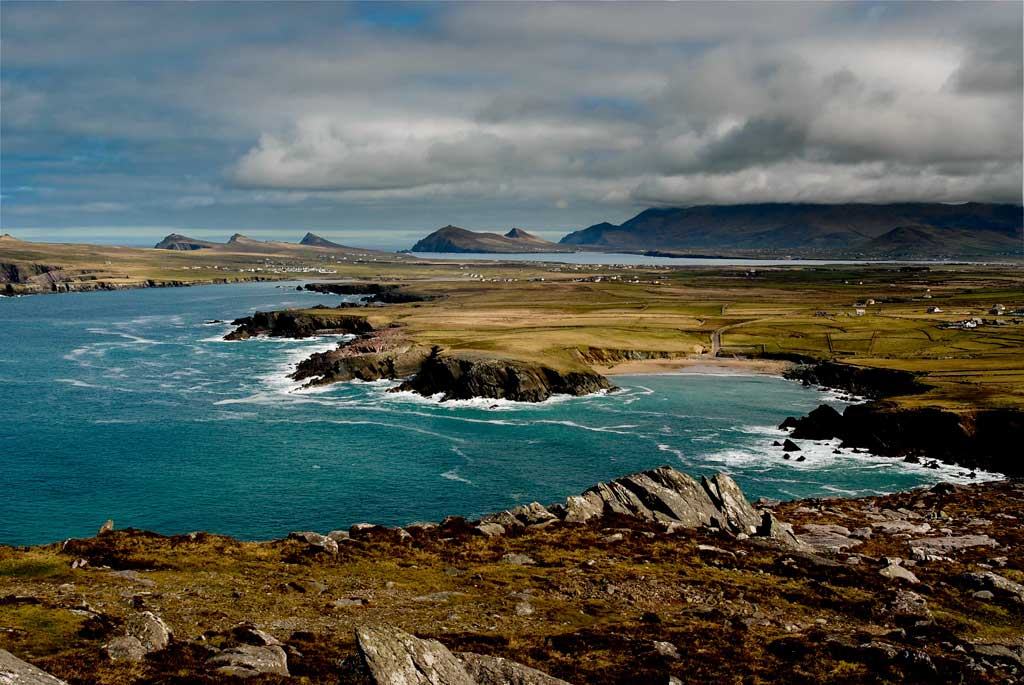
Графство Кэрри

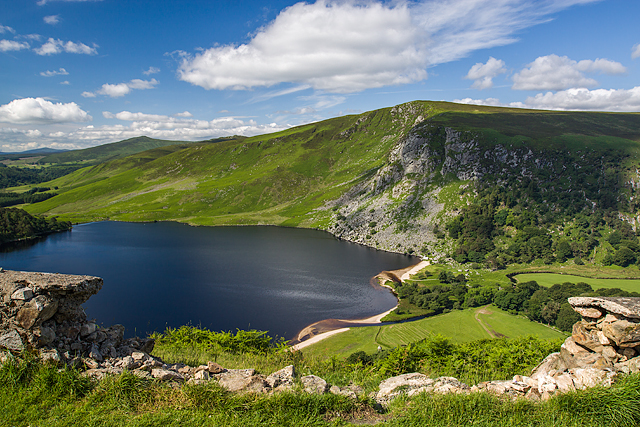
Национальный парк Уиклоу маунтинз

Ирландия занимает приблизительно 83,5 % одноимённого острова в северно-восточной части Атлантического океана и прилегающие мелкие острова. Остров Ирландия — западный из двух крупнейших Британских островов, он расположен между 6° 20'—10° 20' з. д. и 51° 25'—55° 23' с. ш. С востока он омывается Ирландским морем, а также проливами Св. Георга и Северным, с юга — Кельтским морем, а с запада и севера — открытыми водами Атлантического океана. Протяжённость с запада на восток — около 300 км, с севера на юг — около 450 км. Высшая точка — гора Каррантуил (1041 м).
Общая площадь территории — около 70,2 тыс. км². Протяжённость границы с Великобританией — 360 км. Ирландия является третьей по величине страной Европы из полностью расположенных в Западном полушарии после Исландии и Португалии.

### Климат
Климат Ирландии — умеренный морской. Близ западного побережья острова проходит тёплое Северо-Атлантическое течение, которое вместе с юго-западными ветрами с Атлантического океана приносит тёплые и влажные воздушные массы.
Зимы достаточно мягкие, а лето — прохладное. Самый тёплый месяц года — июль со средней температурой воздуха 18—20 градусов. Самый холодный месяц — январь, температуры которого опускаются до 7—9 градусов.
В среднем за год выпадает до 1200 мм осадков, однако их распределение по территории неравномерно. Наибольшие значения характерны для западной части острова — благодаря влиянию моря их количество может достигать 1600 мм, в то время как на востоке и в центральной части страны отмечается около 800—1000 мм.
| Показатель                                        | Янв. | Фев. | Март | Апр. | Май  | Июнь | Июль | Авг. | Сен. | Окт. | Нояб. | Дек.  | Год   |
| ------------------------------------------------- | ---- | ---- | ---- | ---- | ---- | ---- | ---- | ---- | ---- | ---- | ----- | ----- | ----- |
| Абсолютный максимум, °C                           | 16,6 | 15,3 | 21,3 | 20,5 | 23,4 | 25,1 | 27,6 | 28,7 | 23,9 | 21,2 | 18,0  | 16,2  | 28,7  |
| Средний суточный максимум, °C                     | 7,6  | 7,5  | 9,5  | 11,4 | 14,2 | 17,2 | 18,9 | 18,6 | 16,6 | 13,7 | 9,8   | 8,4   | 12,8  |
| Средняя температура, °C                           | 5,0  | 5,0  | 6,3  | 7,9  | 10,5 | 13,4 | 15,1 | 14,9 | 13,1 | 10,6 | 7,0   | 5,9   | 9,6   |
| Средний суточный минимум, °C                      | 2,5  | 2,5  | 3,1  | 4,4  | 6,8  | 9,6  | 11,4 | 11,1 | 9,6  | 7,6  | 4,2   | 3,4   | 6,4   |
| Абсолютный минимум, °C                            | −9,4 | −6,2 | −6,7 | −3,7 | −1   | 1,5  | 4,8  | 4,1  | 1,7  | −0,6 | −3,4  | −10,1 | −10,1 |
| Норма осадков, мм                                 | 69,5 | 50,4 | 53,5 | 51,1 | 54,8 | 55,8 | 50   | 71,1 | 66,4 | 70,1 | 64,3  | 75,8  | 732,8 |
| Источник: Met Éireann - The Irish Weather Service |      |      |      |      |      |      |      |      |      |      |       |       |       |

### Рельеф и геологическое строение

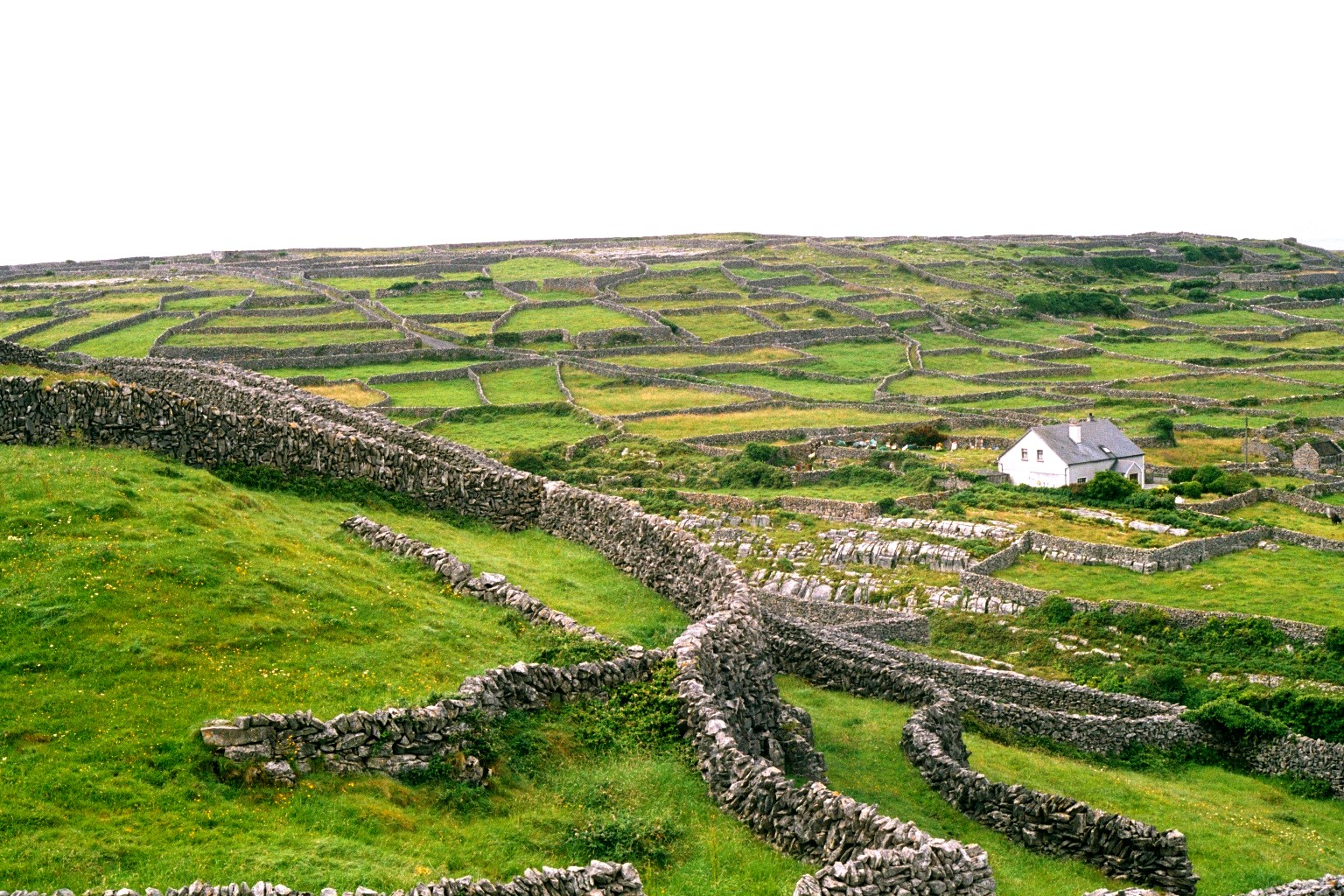
Острова́ А́ран

Берега Ирландии (особенно на севере, юге и западе) скалистые, сильно расчленённые заливами, крупнейшие из которых — Голуэй, эстуарий реки Шаннон, Дингл и Донегол на западе, Лох-Фойл на севере.
Ландшафты, в основном, равнинные: внутренние районы занимает обширная Центральная низменность, на западе и востоке выходящая к берегам острова. На окраинах острова — невысокие горы (высшая точка — гора Карантуилл, 1041 м) и плато (крупнейшее — Антрим на северо-востоке).

### Растительность и животный мир
В соответствии с классификацией Всемирного фонда дикой природы, Ирландия разделяется на два экорегиона: кельтские широколиственные леса и североатлантические смешанные леса, хотя фактически лес занимает не более 12 % территории острова. Большую долю поверхности острова занимают луга, верещатники. Имеются как северные, альпийские растения, так и виды, характерные для Южной Европы (как правило, они произрастают на западе острова).

### Почвы

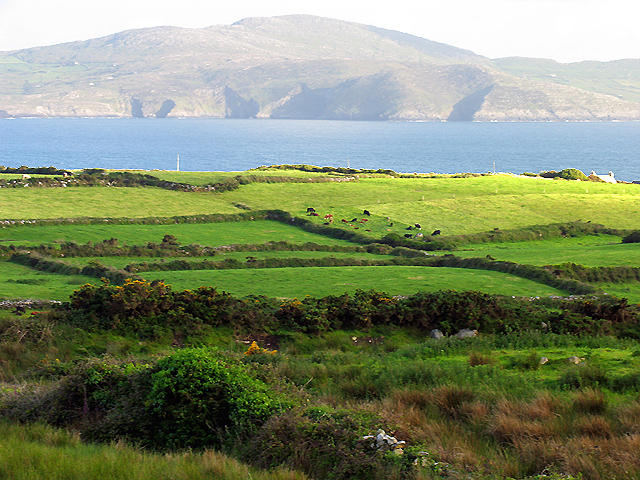
Корк

На Центральной низменности преобладают дёрново-подзолистые почвы, в горах — горные подзолистые, на плохо дренированных плато и в низинах — торфяно-болотные.

### Экологическое состояние

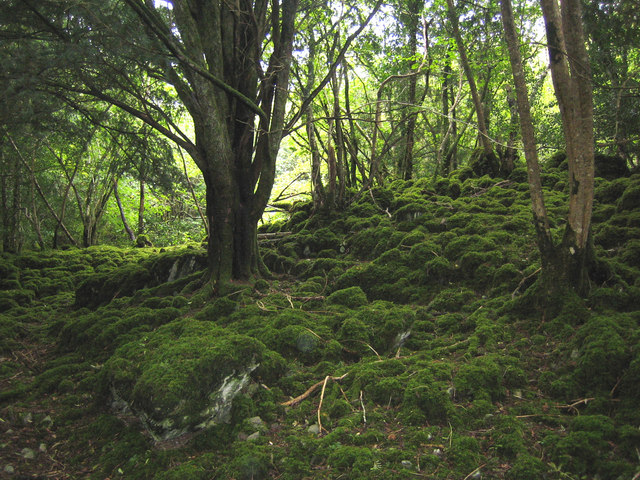
Лес в национальном парке Килларни — почти все леса в стране сегодня полностью вырублены

Исторически сложилась ситуация, при которой в Ирландии никогда не было тяжёлой и экологически вредной промышленности.
Граждане Ирландии считают достоянием свою природу (и её экологическое состояние) и принимают меры по уменьшению воздействия человека на экологическое состояние среды: сортировка и переработка мусора; неиспользование одноразовых пакетов в супермаркетах; высокие налоги на автомобили, которые способны загрязнять окружающую среду; и прочее. Например, за мусор, брошенный на улице вне особо для этого предусмотренных мест, можно получить весьма существенный штраф.
В итоге всё это делает Ирландию «экологически чистым островком» даже на фоне довольно благополучных других европейских стран.
Почти все леса в стране сегодня вырублены — Ирландия является одной из стран Европы, где лесов в наши дни сохранилось меньше всего.

### Особо охраняемые природные территории
Система национальных парков Ирландии отображает типичные и уникальные природные ландшафты острова. Парки, в количестве шести (Балликрой, Буррен, Гленвех, Килларни, Коннемара, Уиклоу-Маунтинз), управляются правительственным агентством — Службой национальных парков и дикой природы (англ. The National Parks and Wildlife Service). Целью этой организации является создание системы природоохранных зон, которая представляет всё многообразие природы Ирландии. Задачи агентства — сохранение целостности экосистем, биоразнообразия и предоставление возможности для посещения парков и изучения природы Ирландии всем желающим.

## История

### Ранняя история и Средневековье
Первые люди заселили Ирландию в период мезолита, в IX тысячелетии до н. э.; древнейшими следами жизни считаются Даут, Наут и Ньюгрейндж (ныне входящие в список культурного наследия Ирландии). Согласно генетическим исследованиям, ирландцы являются потомками земледельцев из Средиземноморья, уничтоживших древнейшее население Изумрудного острова, а также скотоводов из Причерноморья. Причерноморские переселенцы — индоевропейцы, принёсшие свой язык и гены гемохроматоза, а также гены, позволяющие усваивать лактозу и пить молоко. Сходство геномов людей бронзового века и современных ирландцев, шотландцев и валлийцев свидетельствует о том, что уже к 2000 г. до нашей эры сложились основные характеристики «островного», отличающегося от галльского, генома кельтов, потомками которых можно считать ирландский народ. Одно из первых упоминаний о цивилизации Ирландии является упоминание у Пифея (конец IV века до н. э.). В ирландском языке есть много заимствований у докельтского населения территории.
Название острова на ирландском языке — Эриу (др.‑ирл. Ériu, ирл. Éire). Древние ирландцы жили отдельными племенами — кланами под управлением наследственных вождей, сообща владели землёй и занимались почти исключительно скотоводством. Ирландия не была частью Римской империи, но о ней упоминают римские историки (Птолемей, Тацит, Ювенал). Древней столицей Ирландии (до XII века) считается Тара.

#### Принятие христианства

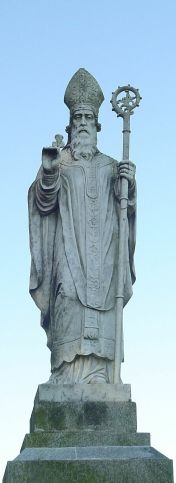
Статуя Св. Патрика на холме Тара

Первые христианские захоронения Ирландии относятся к концу IV века; археологические находки свидетельствуют, что христианизация Ирландии началась скорее с юга, а не с севера, где действовал Святой Патрик, которому обычно приписывают христианизацию Ирландии; первым епископом Ирландии, согласно «Хронике» Проспера Аквитанского, был галло-римлянин святой Палладий, поставленный в сан папой Целестином в 431 году. Согласно преданиям, его миссия была неудачной — он заболел и скончался, вернувшись в Британию.
В своей «Исповеди» сам святой Патрик упоминает о тысячах произведённых им крещений; исповедуется, что вручал подарки королям и судьям в землях, где он бывал особенно часто, но говорит, что сам отказывался от мзды и подарков. Он упоминает, что однажды со своими спутниками две недели сидел в тюрьме в кандалах. Первоначальная паства Патрика, судя по упоминаемым в «Исповеди» людям, состояла в основном из молодёжи, женщин и рабов, то есть из довольно маргинальных слоёв общества. Анналы четырёх мастеров упоминают, что он основал 600 церквей (по другим источникам — церквей было 300), а принявших от него крещение ирландцев — более 120 000. В 1991 году С. В. Шкунаев, ссылаясь на «Житие святого Патрика» авторства Мурьху мокку Махтени (moccu Machtheni), предположил, что христианизация Ирландии происходила при поддержке святого Патрика местными аристократами-землевладельцами по модели индийского «восстания кшатриев», что противоречит «маргинальной» теории христианизации. Сложно судить в целом о процессе ранней христианизации Ирландии, так как следующий после произведений Патрика литературный памятник ирландского церковного законодательства, «Первый Синод св. Патрика», был составлен лишь в середине VII века.
Ирландия не была затронута гражданскими войнами и нашествиями германцев, сопровождавшими распад Римской империи, что способствовало развитию в раннем Средневековье письменной культуры и образования. Вскоре после крещения страны появляются первые сочинения на латинском языке; с начала VII века возникает литература на древнеирландском. Уже в VI веке Ирландия стала центром западной учёности; из её монастырских школ выходили проповедники христианства на материке. Одним из главных культурных центров стал монастырь на острове Айона. Ирландские монахи внесли значительный вклад в сохранение латинской культуры во время раннего Средневековья. Ирландия этого периода славилась своими искусствами — иллюстрациями к рукописным книгам (см. Келлская книга), работой по металлу и скульптурой (см. Кельтский крест).
Значительный ущерб ирландской культуре, экономической и политической стабильности острова в целом, нанесли набеги викингов. Вскоре они стали основывать поселения на берегах острова (в частности, Дублин, Лимерик, Уотерфорд). Только в начале XI века ирландцы под предводительством верховного короля Бриана Бору победили викингов. Бриан Бору погиб в решающей битве при Клонтарфе в 1014 году.

#### Развитие феодализма. Утверждение английского господства

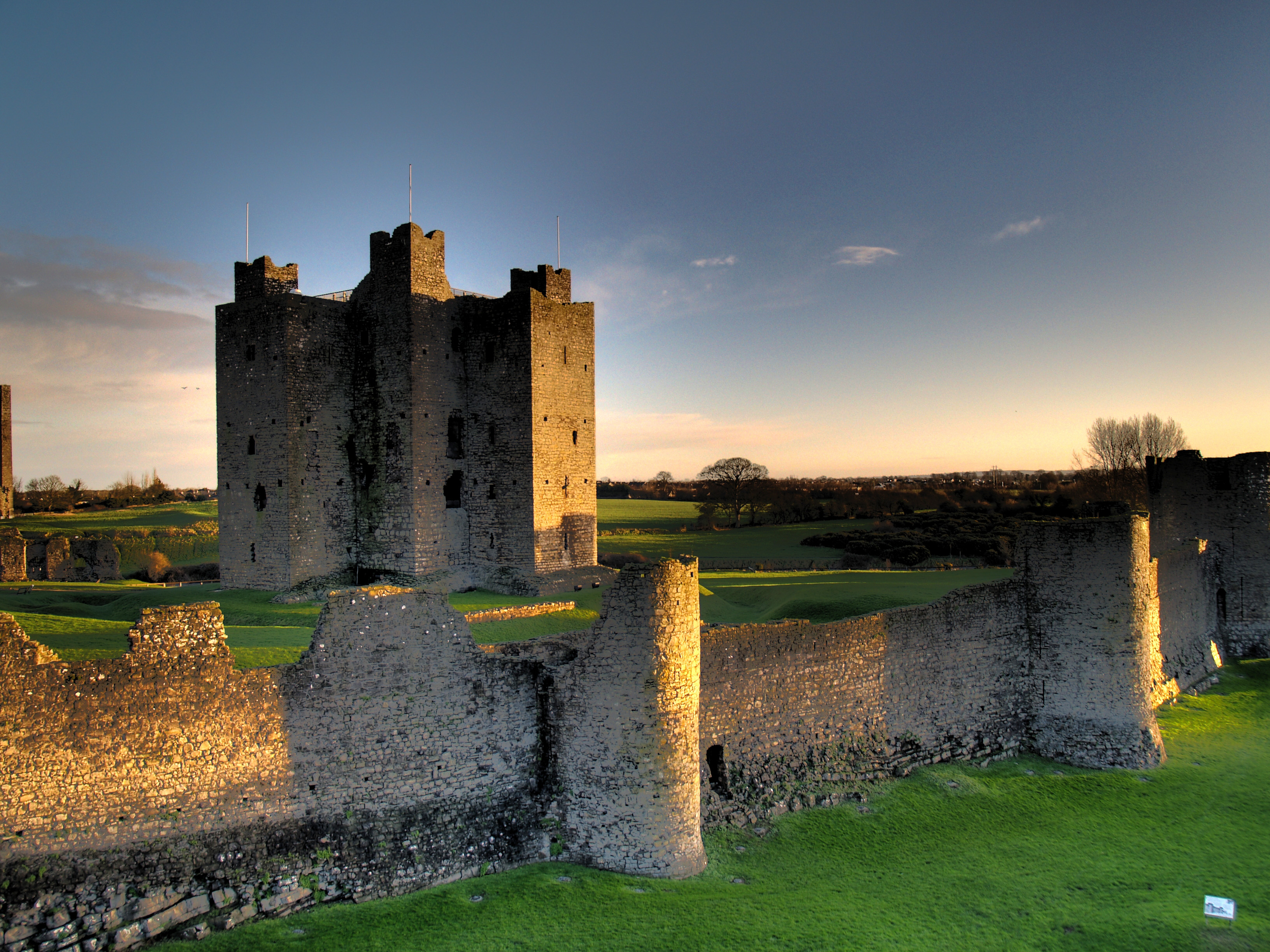
Замок Трим

В конце XII века часть территории Ирландии покорена англичанами при короле Генрихе II. Английские бароны завладели землями ирландских кланов и ввели английские законы и систему управления. Покорённая область называлась окраиной (англ. the Pale) и как по управлению, так и по дальнейшему своему развитию резко отличалась от ещё не покорённой, так называемой Дикой Ирландии, в которой англичане постоянно стремились делать новые завоевания.
Когда Роберт Брюс овладел шотландской короной и удачно повёл войну с Англией, ирландские вожди обратились к нему за помощью против общего врага. Брат его Эдуард прибыл с войском в 1315 году и провозглашён был ирландцами королём, но после трёхлетней войны, страшно опустошившей остров, он погиб в бою с англичанами. Однако в 1348 году в Ирландию пришла «Чёрная смерть», истребившая почти всех англичан, которые жили в городах, где смертность была особенно высокой.

### Королевство Ирландия

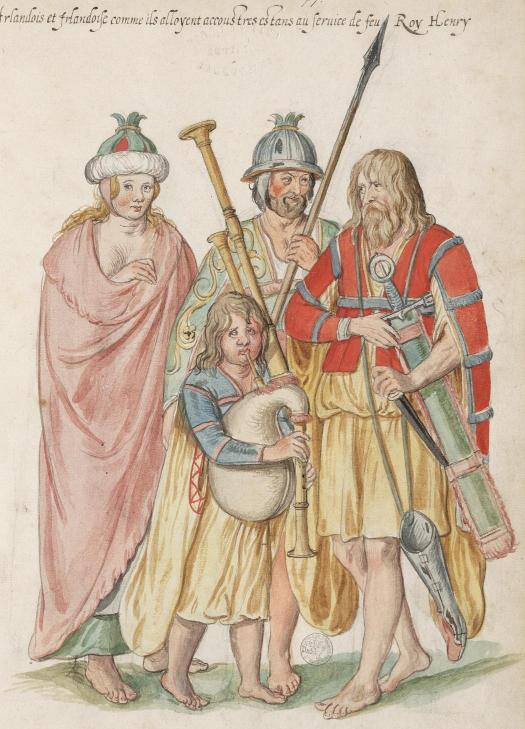
Гэлы, 1575 год

Во время английской Реформации ирландцы остались католиками, что создало доживший до наших дней раскол между двумя островами. В 1536 году Генрих VIII подавил мятеж Шёлкового Томаса Фицджеральда, английского ставленника в Ирландии, и решил заново завоевать остров. В 1541 году Генрих провозгласил Ирландию королевством, а себя — её королём. В течение следующих ста лет, при Елизавете и Якове I, англичане упрочили контроль над Ирландией, хотя и не смогли сделать ирландцев протестантами, однако вся английская администрация состояла только из протестантов-англикан.
Во время гражданской войны в Англии английский контроль над островом сильно ослабел, и ирландцы-католики восстали против протестантов, временно создав Конфедеративную Ирландию, но уже в 1649 году в Ирландию прибыл Оливер Кромвель с многочисленным и опытным войском, взял приступом города Дроэду около Дублина и Уэксфорд. В Дроэде Кромвель приказал перебить весь гарнизон и католических священников, а в Уэксфорде армия учинила резню уже самовольно. В течение девяти месяцев Кромвель покорил почти весь остров, а затем передал начальство своему зятю Айртону, который и продолжал начатое дело. Целью Кромвеля было положить конец беспорядкам на острове путём вытеснения ирландских католиков, которые принуждены были или покинуть страну, или перебраться на запад, в Коннахт, между тем как земли их раздавались английским колонистам, большей частью — солдатам Кромвеля. В 1641 году в Ирландии проживало более 1,5 млн человек, а 1652-м осталось лишь 850 тыс. (из которых 150 тыс. были английскими и шотландскими новопоселенцами).
В 1689 году, во время Славной Революции, ирландцы поддержали английского короля Якова II, смещённого Вильгельмом Оранским, за что снова поплатились.
В результате английской колонизации коренные ирландцы практически полностью потеряли свои земельные владения; сформировался новый правящий слой, состоящий из протестантов, выходцев из Англии и Шотландии.

#### В составе Соединённого королевства Великобритании и Ирландии

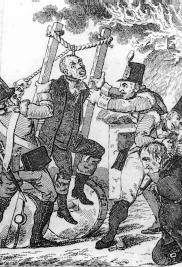
Ирландское восстание 1798 года

В 1798 году при поддержке Франции развернулось Ирландское восстание: несмотря на начальный успех, оно закончилось поражением восставших.
В 1801 году Ирландия стала частью Соединённого королевства Великобритании и Ирландии. Ирландский язык стал вытесняться английским.
В начале XIX века около 86 % населения Ирландии было занято в сельском хозяйстве, в котором господствовали кабальные формы эксплуатации.

### «Великий голод»
С середины 1840-х годов начался аграрный переворот. Падение цен на хлеб (после отмены в 1846 году в Англии «хлебных законов») побудило землевладельцев начать интенсивный переход от системы мелкой крестьянской аренды к крупному пастбищному хозяйству. Усилился процесс сгона мелких арендаторов с земли (так называемая очистка имений).
Отмена «хлебных законов» и болезни картофеля, который был основной культурой у малоземельных ирландских крестьян, привели к страшному голоду 1845—1849 годов. В результате голода погибло около 1 млн человек.
Значительно увеличилась эмиграция (с 1846 по 1851 выехали 1,5 млн чел.), ставшая постоянной чертой исторического развития Ирландии.
В итоге, в 1841—1851 годах население Ирландии сократилось на 30 %.
В дальнейшем Ирландия продолжила стремительно терять население: если в 1841 году численность населения составляла 8 млн. 178 тыс. человек, то в 1901 году — всего 4 млн. 459 тыс.

### Независимость Ирландии

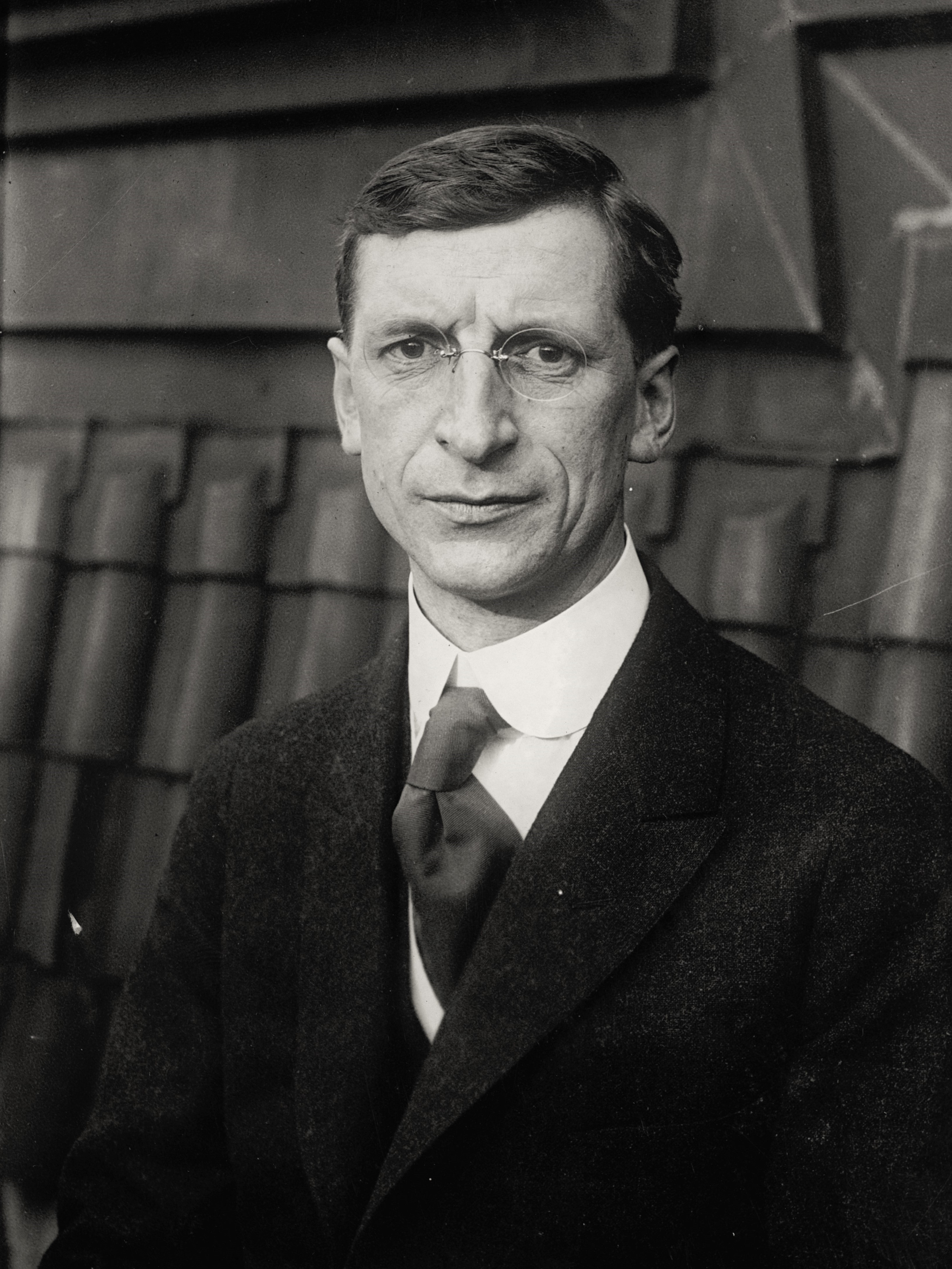
Имон де Валера

В 1919 году Ирландская республиканская армия (ИРА) развернула активные боевые действия против английских войск и полиции. 15—27 апреля 1919 года на территории одноимённого графства существует республика Лимерикский совет. В декабре 1921 года был подписан мирный договор между Великобританией и Ирландией. Ирландия получила статус доминиона (так называемое Ирландское Свободное государство), за исключением шести наиболее развитых в промышленном отношении северо-восточных графств (Северная Ирландия) с преобладанием протестантов, которые оставались в составе Соединённого Королевства. Однако Великобритания сохраняла на территории Ирландии военные базы, право на получение «выкупных» платежей за бывшие владения английских лендлордов. В 1937 году страна приняла официальное название «Эйре» (Éire).
Во время Второй Мировой войны Ирландия сохраняла нейтралитет.
В 1949 году Ирландия была провозглашена независимой республикой. Было объявлено о выходе республики из британского Содружества. Лишь в 1960-х годах прекратилась эмиграция из Ирландии и был отмечен прирост населения. В 1973 году Ирландия стала членом Европейского экономического сообщества.

### Современность. Быстрый рост 1990-х
В 1980-х годах Ирландия провела дерегулирование экономики с резким снижением государственных расходов и в 1990-х годах вступила в период быстрого экономического роста, продолжавшегося до 2007 года. Её ВВП на душу населения превысил показатель Великобритании (впервые в истории), Германии и ЕС в целом. Однако с наступлением мирового финансового кризиса 2008 года экономика Ирландии испытала резкий спад, связанный с уменьшением экспорта, проблемами в строительной отрасли и банковском секторе. По данным Всемирного банка, в 2008 году сокращение ВВП составило 4,44 %, а в 2009 году — 5,07 %, дефицит бюджета — миллиард евро.
После кризиса экономика Ирландии снова развивалась ускоренными темпами. ВВП на душу населения Ирландии в 2020 году превысил показатель Великобритании в 2 раза, показатель Германии — более, чем на 70 %.
В результате референдума, состоявшегося 22 мая 2015 года, Ирландия стала первой страной в мире, легализовавшей однополые браки всенародным голосованием.

## Государственно-политическое устройство

### Правовая система
Действующая конституция принята в результате плебисцита 1 июля 1937 года, вступила в силу 29 декабря 1937 года. Тем не менее несмотря на то, что она подтвердила независимость страны от Великобритании, последние конституционные связи между государствами разорваны лишь в 1948 году, после принятия Закона об Ирландской Республике. Позднее к нему были приняты 23 поправки, последние из которых (см. Референдум в Ирландии по Лиссабонскому договору) относятся к 2009 году.

### Государственная символика

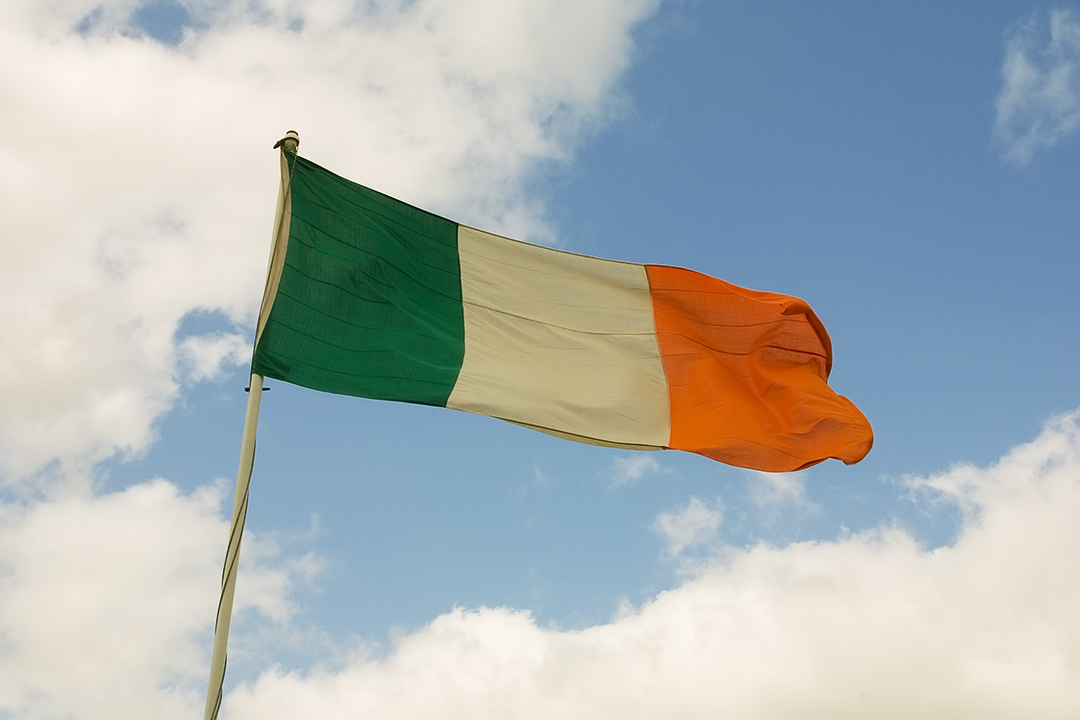
Флаг Ирландии

Герб Ирландии представляет собой золотую арфу с серебряными струнами на синем щите. Арфа долгое время была геральдическим символом Ирландии. В современном виде герб утверждён 9 ноября 1945 года.
Флаг Ирландии является национальным символом Ирландии. Флаг имеет пропорции 1:2 и состоит из трёх полос — зелёной, белой и оранжевой — в последовательности слева направо. Зелёный цвет символизирует католиков, оранжевый — протестантов, белый — мир между двумя общинами.
Национальный гимн Ирландии — «Песнь солдата» (ирл. Amhrán na bhFiann), которая известна также под английским названием англ. The Soldier’s Song. Изначально текст был написан в 1907 году Педаром Кирни (Peadar Kearney) на английском языке. Затем, совместно с Патриком Хини (Patrick Heeney) была написана музыка, а Лиам О’Ринн (Liam Ó Rinn) перевёл текст на ирландский. Впервые текст песни был опубликован на английском языке Балмером Хобсоном в газете «Ирландская свобода» («Irish Freedom») в 1912 году. Песня стала популярной среди ирландских республиканцев и исполнялась мятежниками во время Пасхального восстания 1916 года, а позже — и в британских тюремных лагерях. Ирландский текст впервые появился в печати 3 ноября 1923 года в журнале ирландских сил обороны An tÓglach.
В 1934 году правительство Ирландии выкупило авторские права на песню за 1200 фунтов стерлингов.

### Государственное устройство
Ирландия — унитарная и демократическая парламентская республика.

### Законодательная власть
Высший орган законодательной власти — парламент (ирл. Ти́хе-ан-И́рахташ — Tithe An Oireachtais «совет»), в состав которого входят президент и 2 палаты: Палата представителей (Дойл Эрен) и Сенат (Сенад Эрен).
Дойл Эрен (ирл. Dáil Éireann — «Собрание Ирландии») от 160 до 170 членов, избираемых гражданами на основе всеобщего, прямого и тайного голосования по системе пропорционального представительства. Заседания Дойла ведёт Глава Совета (ирл. Ceann Comhairle), избираемый дойлом.
Сенат Ирландии (ирл. Seanad Éireann) состоит из 60 членов, из которых 11 назначаются премьер-министром, 6 избираются Национальным и Дублинским университетами, 43 избираются путём косвенных выборов по особым спискам (кандидатуры в эти списки выдвигаются различными организациями и объединениями). Избирательная коллегия по выборам в сенат состоит приблизительно из 900 человек, в том числе из членов палаты представителей, членов советов графств и муниципалитетов. Срок полномочий обеих палат — до 7 лет. Заседания Сената Ирландии ведёт председатель (ирл. Cathaoirleach «председатель»), у которого есть заместитель (ирл. Leas-Chathaoirleach).
«Фине Гэл», Лейбористская партия, «Фианна Файл», «Шинн Фейн» и «Объединённый левый альянс» (коалиция мелких левых партий) представлены в Дойл Эрэн и Сенат Эрен. «Фине Гэл», «Фианна Файл» и «Шинн Фейн» представлены в Европейском парламенте.

### Исполнительная власть
Президент Ирландии (официально по-ирландски именуемый «у́ахтаран» — ирл. Uachtarán; в основном церемониальный пост) избирается населением на 7 лет. Президент имеет право созыва и роспуска нижней палаты парламента по инициативе правительства, он обнародует законы, назначает судей и других высших должностных лиц, возглавляет вооружённые силы.
Фактическим главой исполнительной власти является ты́шах (Taoiseach «предводитель») — премьер-министр, выдвигаемый палатой представителей и утверждаемый президентом. В состав правительства входит также вице-премьер (ирл. Tánaiste) из числа членов правительства. Структура правительства регулируется конституцией Ирландии. Согласно конституции, правительство должно состоять из 7-15 членов кабинета, каждый член правительства должен быть депутатом парламента Ирландии, при этом депутатами сената, верхней палаты национального парламента, может быть не более двух членов кабинета. Особо оговаривается, что премьер, вице-премьер и министр финансов должны быть депутатами палаты представителей — Дойл Эрен.
Премьер-министр назначается президентом по представлению Дойл Эрен. Премьер-министр представляет на согласование Дойл Эрен кандидатуры членов кабинета, которые утверждаются президентом. Члены правительства обычно именуются «министры кабинета», в отличие от так называемых «государственных министров», или «младших министров», которые не входят в правительство. Иногда в правительство входит министр без портфеля, который является членом правительства, но не министром правительства.

### Судебная власть
Высший судебный орган — Верховный Суд (Cúirt Uachtarach); суды апелляционной инстанции — высшие суды (Ard-Chúirt); суды первой инстанции — районные суды (Chúirt Chuarda); низшее звено судебной системы — окружные суды (Chúirt Dúiche).

### Политические партии
Данные о количестве мест Палате представителей Ирландии по итогам парламентских выборов 2020 года, в результате которых правительство сформировано коалицией из Фианны Файл, Фине Гэл и Партии зеленых. При этом в соответствии с договорённостью должность премьер-министра попеременно занимают лидеры Фианны Файл и Фине Гэл Михол Мартин и Лео Варадкар.

#### Правоцентристы
- Фине Гэл — консервативная партия (35 депутатов).

#### Центристы
- Фианна Файл — либеральная популистская партия (37 депутатов).

#### Левоцентристы
- Лейбористская партия — социал-демократическая (6 депутатов);
- Социально-демократическая партия (основана в 2015 году выходцами из Лейбористской и Рабочей партий) (6 депутатов);
- Зелёная партия Ирландии (12 депутатов).

#### Левые
- Шинн Фейн — левонационалистическая партия (37 депутатов);
- «Люди важнее прибыли»/RISE/Социалистическая партия — коалиция левых партий (5 депутатов);
- Рабочая партия Ирландии («Официальный Шинн Фейн») — марксистско-ленинская партия;
- Коммунистическая партия Ирландии;
- Ирландская республиканская социалистическая партия.

### Профсоюзы
Крупнейший профсоюзный центр — Ирландский конгресс профсоюзов.

### Местные органы государственного управления
Существующая система местных органов государственного управления создана по закону «О местных органах государственного управления» 1898 года и закреплена в 1999 году Двадцатой поправкой к Конституции Ирландии. Существуют 26 традиционных графств. По закону «О реформе местных органов государственного управления» 2014 года предусмотрена система из 31 местного органа государственного управления — 26 советов графств, два совета графства и города (Лимерик, Уотерфорд), три городских совета (Голуэй, Дублин и Корк). Предусмотрены административные единицы второго уровня (за исключением Дублинского района и трёх городских советов) — муниципальные районы, которые заменяют существовавшую систему городских советов.
|  | 1. Фингал 2. Дублин 3. Дун-Лэаре-Ратдаун 4. Южный Дублин 5. Уиклоу 6. Уэксфорд 7. Карлоу 8. Килдэр 9. Мит 10. Лаут 11. Монахан 12. Каван 13. Лонгфорд 14. Уэстмит 15. Оффали 16. Лиишь | 1. Килкенни 2. Уотерфорд 3. Корк 4. Корк 5. Керри 6. Лимерик 7. Типперэри 8. Клэр 9. Голуэй 10. Голуэй 11. Мейо 12. Роскоммон 13. Слайго 14. Литрим 15. Донегол |

### Вооружённые силы и полиция
Верховным главнокомандующим ирландской армии является президент, а непосредственное руководство вооружёнными силами осуществляет министр обороны, при котором действует консультативный совет.
Сухопутные войска насчитывают около 8500 человек. Территория страны разделена в административном и оперативном отношении на три области, в каждой из которых дислоцирована одна пехотная бригада. 1-я Южная бригада расположена в Корке; 2-я Восточная бригада — в Дублине; 4-я Западная бригада — в Атлоне. На вооружении стоят: стрелковое оружие — Steyr AUG A1, FN MAG, AI96, M2HB Browning и M203; противотанковые средства — Carl Gustaf, AT4 и FGM-148 Javelin; артиллерийские системы — Hotchkiss Brandt, Denel Vector M1, L118 и QF 25 pounder; средства ПВО — Bofors L70 и RBS-70; бронетанковая техника — AML-20, AML-90, MOWAG Piranha и FV101 Скорпион.
Численность ВМС Ирландии составляет 1144 чел., корабельный состав — 8 патрульных кораблей. Главная база находится на острове Холбоулин в заливе Корк. Корабли носят традиционные ирландские женские имена, взятые из истории и кельтской мифологии; названия предваряет префикс LÉ (ирл. Long Éireannach «ирландский корабль»): LÉ Emer (P21), LÉ Aoife (P22), LÉ Aisling (P23), LÉ Eithne (P31), LÉ Orla (P41), LÉ Ciara (P42), LÉ Róisín (P51), LÉ Niamh (P52). Все они построены в период с 1978 по 2001 год.
В Воздушном корпусе Ирландии служат около 920 человек, на вооружении стоят 24 воздушные единицы: самолёты — CASA CN-235, Pilatus PC-9M, Cessna FR172H, BeechCraft SuperKing Air 200, Gulfstream Aerospace Gulfstream IV и Bombardier Learjet 45; вертолёты — AgustaWestland AW139 и Eurocopter EC135. Основная база военно-воздушных сил находится в Дублине.
Полиция в Ирландии носит название Гарда Шихана (ирл. Garda Síochána na hÉireann). Численность состава — около 14,5 тыс. человек. Страна поделена на регионы: Дублинский, Восточный, Северный, Западный, Южный и Юго-Восточный; которые в свою очередь состоят из отделов и подотделов где располагаются полицейские станции. Среди функций Гарды — охрана общественного порядка, иммиграционная политика, предотвращение и раскрытие преступлений, контроль за безопасностью дорожного движения, обеспечение национальной безопасности.

### Международное положение и внешняя политика
Современная внешняя политика республики Ирландия во многом обусловлена её членством в Европейском союзе, хотя двусторонние отношения с Соединёнными Штатами и Соединённым Королевством также имеют важное значение для страны. Ирландия стремится к независимости во внешней политике, поэтому не является членом НАТО и давно проводит политику военного нейтралитета.
В 1955 году Ирландия стала членом ООН, и с 1958 года её войска участвуют в миротворческих акциях.

## Население
| Год  | Численность | Численность |
| ---- | ----------- | ----------- |
| 1960 | 2 828 600   | [ 53 ]      |
| 1961 | 2 824 400   | [ 53 ]      |
| 1962 | 2 836 050   | [ 53 ]      |
| 1963 | 2 852 650   | [ 53 ]      |
| 1964 | 2 866 550   | [ 53 ]      |
| 1965 | 2 877 300   | [ 53 ]      |
| 1966 | 2 888 800   | [ 53 ]      |
| 1967 | 2 902 450   | [ 53 ]      |
| 1968 | 2 915 550   | [ 53 ]      |
| 1969 | 2 932 650   | [ 53 ]      |
| 1970 | 2 957 250   | [ 53 ]      |
| 1971 | 2 992 050   | [ 53 ]      |
| 1972 | 3 036 850   | [ 53 ]      |
| 1973 | 3 085 950   | [ 53 ]      |
| 1974 | 3 137 500   | [ 53 ]      |
| 1975 | 3 189 550   | [ 53 ]      |
| 1976 | 3 238 050   | [ 53 ]      |
| 1977 | 3 282 200   | [ 53 ]      |
| 1978 | 3 329 100   | [ 53 ]      |
| 1979 | 3 373 750   | [ 53 ]      |
| 1980 | 3 412 800   | [ 53 ]      |
| 1981 | 3 453 000   | [ 53 ]      |
| 1982 | 3 485 800   | [ 53 ]      |
| 1983 | 3 510 600   | [ 53 ]      |
| 1984 | 3 532 423   | [ 53 ]      |
| 1985 | 3 538 082   | [ 53 ]      |
| 1986 | 3 539 690   | [ 53 ]      |
| 1987 | 3 540 057   | [ 53 ]      |
| 1988 | 3 524 949   | [ 53 ]      |
| 1989 | 3 511 009   | [ 53 ]      |
| 1990 | 3 513 974   | [ 53 ]      |
| 1991 | 3 534 235   | [ 53 ]      |
| 1992 | 3 558 430   | [ 53 ]      |
| 1993 | 3 576 261   | [ 53 ]      |
| 1994 | 3 590 386   | [ 53 ]      |
| 1995 | 3 608 841   | [ 53 ]      |
| 1996 | 3 637 510   | [ 53 ]      |
| 1997 | 3 674 171   | [ 53 ]      |
| 1998 | 3 712 696   | [ 53 ]      |
| 1999 | 3 754 786   | [ 53 ]      |
| 2000 | 3 805 174   | [ 53 ]      |
| 2001 | 3 866 243   | [ 53 ]      |
| 2002 | 3 931 947   | [ 53 ]      |
| 2003 | 3 996 521   | [ 53 ]      |
| 2004 | 4 070 262   | [ 53 ]      |
| 2005 | 4 159 914   | [ 53 ]      |
| 2006 | 4 273 591   | [ 53 ]      |
| 2007 | 4 398 942   | [ 53 ]      |
| 2008 | 4 489 544   | [ 53 ]      |
| 2009 | 4 535 375   | [ 53 ]      |
| 2010 | 4 560 155   | [ 53 ]      |
| 2011 | 4 576 794   | [ 53 ]      |
| 2012 | 4 586 897   | [ 53 ]      |
| 2013 | 4 597 558   | [ 53 ]      |
| 2017 | 4 813 608   | [ 54 ]      |
| 2022 | 5 149 139   | [ 55 ]      |

### Общая информация

Возрастно-половая пирамида населения Ирландии на 2022 год

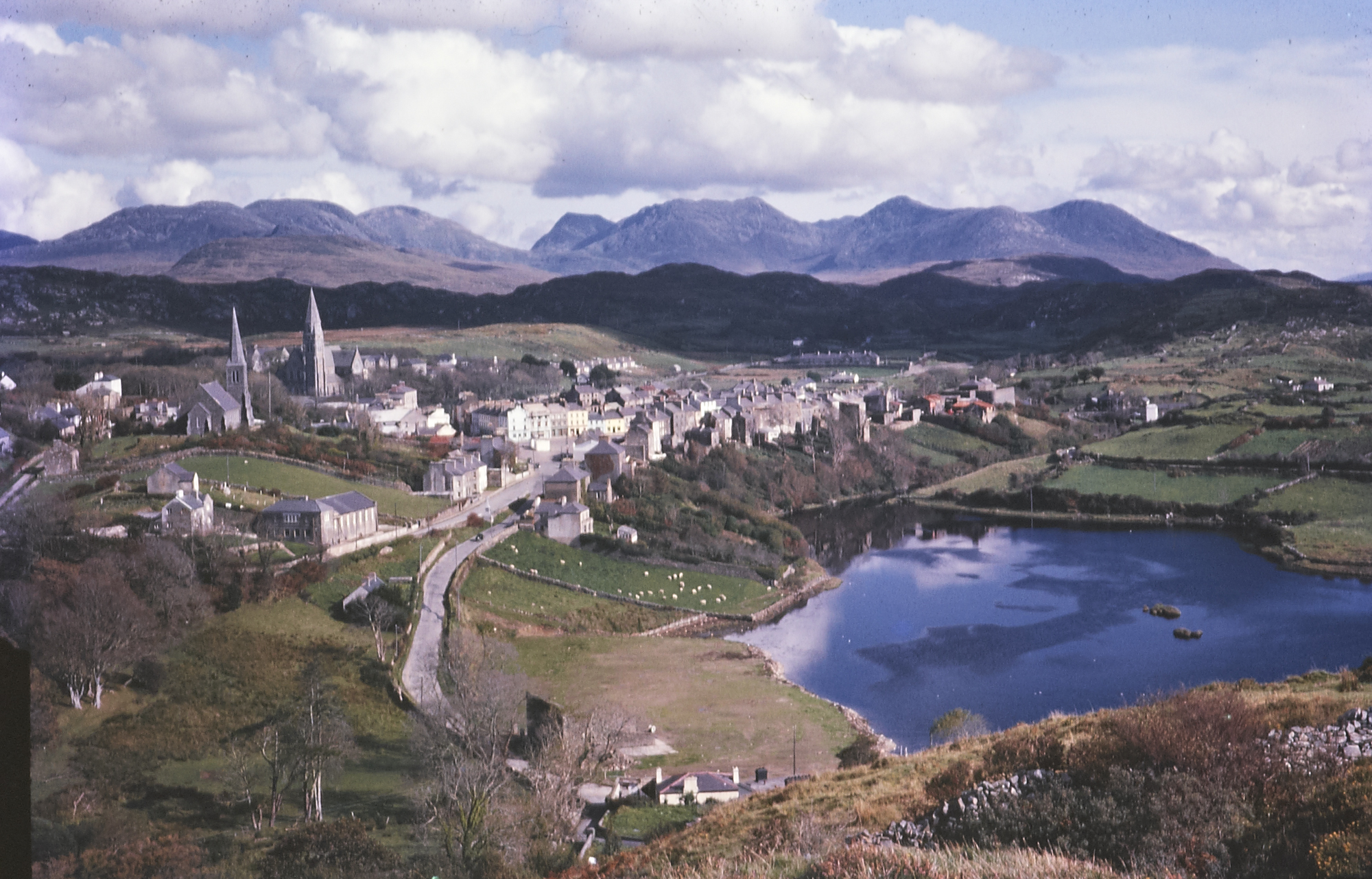
Ирландское поселение Клифден в графстве Голуэй

Население Ирландии — в основном кельтского происхождения. По данным всеобщей переписи населения Ирландии 2022 года, оно составило 5 123 536 человек. По состоянию на 2019 год, по оценкам ООН, в Ирландии проживало 833 564 иммигранта, или 17,1 % населения страны.
С 1840-х годов, когда население регионов, входящих сейчас в Республику Ирландию, составляло около 6,5 млн, и до 1970-х происходило постоянное сокращение численности населения — в основном из-за высокого уровня эмиграции. Ежегодный прирост населения в 1980-х составлял только 0,5 %, а к 2000 г. прирост замедлился до 0,41 %.
По данным переписи 2016, в городах всех уровней проживало 3 330 141 жителей (69,93 %), в то время как в 2011, по данным переписи, число горожан было 3 178 820 жителей (69,28 %), за межпереписной период число горожан выросло на 4,76 %, и увеличилась доля горожан на 0,65 %.
На 2022 год приблизительно 64,2 % населения проживает в городах.
Города с численностью населения более 40 000 жителей по данным переписей:
| № | Город                        | 2011      | 2016      |
| - | ---------------------------- | --------- | --------- |
| 1 | Дублин, город и пригороды    | 1 110 627 | 1 173 179 |
|   | в т. ч. город Дублин         | 527 612   | 554 554   |
| 2 | Корк, город и пригороды      | 198 582   | 208 669   |
| 3 | Лимерик, город и пригороды   | 91 454    | 94 192    |
| 4 | Голуэй, город и пригороды    | 76 778    | 79 934    |
| 5 | Уотерфорд, город и пригороды | 51 519    | 53 504    |
| 6 | Дроэда                       | …         | 40 956    |

По данным переписи населения 24 апреля 2016 года, численность населения составила 4 757 976 жителей.
| Население на каждую перепись 1841-2016 гг. | Население на каждую перепись 1841-2016 гг. | Население на каждую перепись 1841-2016 гг. | Население на каждую перепись 1841-2016 гг. | Население на каждую перепись 1841-2016 гг. | Население на каждую перепись 1841-2016 гг. | Население на каждую перепись 1841-2016 гг. |
| 1841                                       | 1851                                       | 1861                                       | 1871                                       | 1881                                       | 1891                                       | 1901                                       |
| ------------------------------------------ | ------------------------------------------ | ------------------------------------------ | ------------------------------------------ | ------------------------------------------ | ------------------------------------------ | ------------------------------------------ |
| 6 528 799                                  | ↘5 111 557                                 | ↘4 402 111                                 | ↘4 053 187                                 | ↘3 870 020                                 | ↘3 468 694                                 | ↘3 221 823                                 |
| 1911                                       | 1926                                       | 1936                                       | 1946                                       | 1951                                       | 1956                                       | 1961                                       |
| ↘3 139 688                                 | ↘2 971 992                                 | ↘2 968 420                                 | ↘2 955 107                                 | ↗2 960 593                                 | ↘2 898 264                                 | ↘2 818 341                                 |
| 1966                                       | 1971                                       | 1979                                       | 1981                                       | 1986                                       | 1991                                       | 1996                                       |
| ↗2 884 002                                 | ↗2 978 248                                 | ↗3 368 217                                 | ↗3 443 405                                 | ↗3 540 643                                 | ↘3 525 719                                 | ↗3 626 087                                 |
| 2002                                       | 2006                                       | 2011                                       | 2016                                       |                                            |                                            |                                            |
| ↗3 917 203                                 | ↗4 239 848                                 | ↗4 588 252                                 | ↗4 761 865                                 |                                            |                                            |                                            |

| Численность населения на 1 января | Численность населения на 1 января | Численность населения на 1 января | Численность населения на 1 января | Численность населения на 1 января |
| 1950                              | 1960                              | 1970                              | 1980                              | 1990                              |
| --------------------------------- | --------------------------------- | --------------------------------- | --------------------------------- | --------------------------------- |
| 2 969 000                         | ↘2 835 500                        | ↗2 943 300                        | ↗3 392 800                        | ↗3 506 970                        |
| 2000                              | 2010                              | 2015                              | 2016                              | 2017                              |
| ↗3 777 565                        | ↗4 549 428                        | ↗4 628 949                        | ↗4 724 720                        | ↗4 774 833                        |

### Этнический состав
По данным переписи населения 2016 года, коренные ирландцы составили около 83 % населения страны, среди них — 0,7 % «ирландских путешественников» (ещё 2,6 % не указали национальность). Выходцы из других стран Европы составили 9,5 % населения (особняком стоят относительно крупные диаспоры британцев, поляков и прибалтов), из Азии — 2,1 %, чернокожие — 1,3 %, «остальные» — 1,5 %.

### Языки

Карта, на которой изображены районы Ирландии, где большинство население говорит по-ирландски (2011 г.)

Государственные языки Республики Ирландия — ирландский (кельтский язык, на котором на острове говорили до прибытия германцев) и ирландский диалект английского.
Большинство населения страны говорит в наши дни по-английски, однако правительство Ирландии принимает меры по замене английского языка ирландским, в ходе истории страны пережившим сильнейший спад числа носителей. Его изучают в школах как обязательный предмет, он используется на национальном телевидении и радио (каналы RTÉ, TG4 (канал предназначен в основном для детей), Lá). В апреле 2005 года был принят закон, согласно которому все англоязычные вывески на западном побережье страны заменены на ирландские. В соответствии с новым законом, должны быть переведены на ирландский и не могут быть дублированы английскими названиями топонимические обозначения в гэлтахтах — территориях, где позиции ирландского языка наиболее сильны.
По результатам переписи населения 2016 года, на ирландском в той или иной степени могли разговаривать 1,76 миллиона жителей страны. Это больше, чем при переписи населения 1996 года (1,43 миллиона), но немногим меньше, чем к моменту переписи 2011 года (1,77 миллиона). Используют ирландский язык в повседневном общении, однако, всего 73 803 человека (примерно 1,5 % от всего населения). Весомая часть из них компактно проживает в сельской местности, вдоль западного побережья страны (см. Гэлтахт).
Число людей (старше трёх лет) в Ирландии, утверждающих, что владеют ирландским языком, в апреле 2022 года было 1 873 997, то есть 40 % опрошенных, однако 472 887 из них подчеркнули, что никогда не говорят на нём, и ещё 551 993 — что используют его только в учебных заведениях. Таким образом, число говорящих выводится из количества людей, использующих язык ежедневно не только в учебных заведениях: 20 261 в гэлтахтах и 51 707 за их пределами, то есть всего 71 968 человек в 2022 году. 

### Религия
В Ирландии среди религий преобладает христианство, среди церквей — католическая церковь. Конституция Ирландии гласит, что государство не может поддерживать какую-либо религию, и гарантирует свободу вероисповедания. В 2006 году 86,8 % населения относили себя к римско-католической церкви, что на 1,4 % меньше, чем 4 года назад, хотя число католиков увеличилось на 218 800 человек.
Ирландия даже когда-то считалась «самой католической страной».

## Экономика

### Общая информация

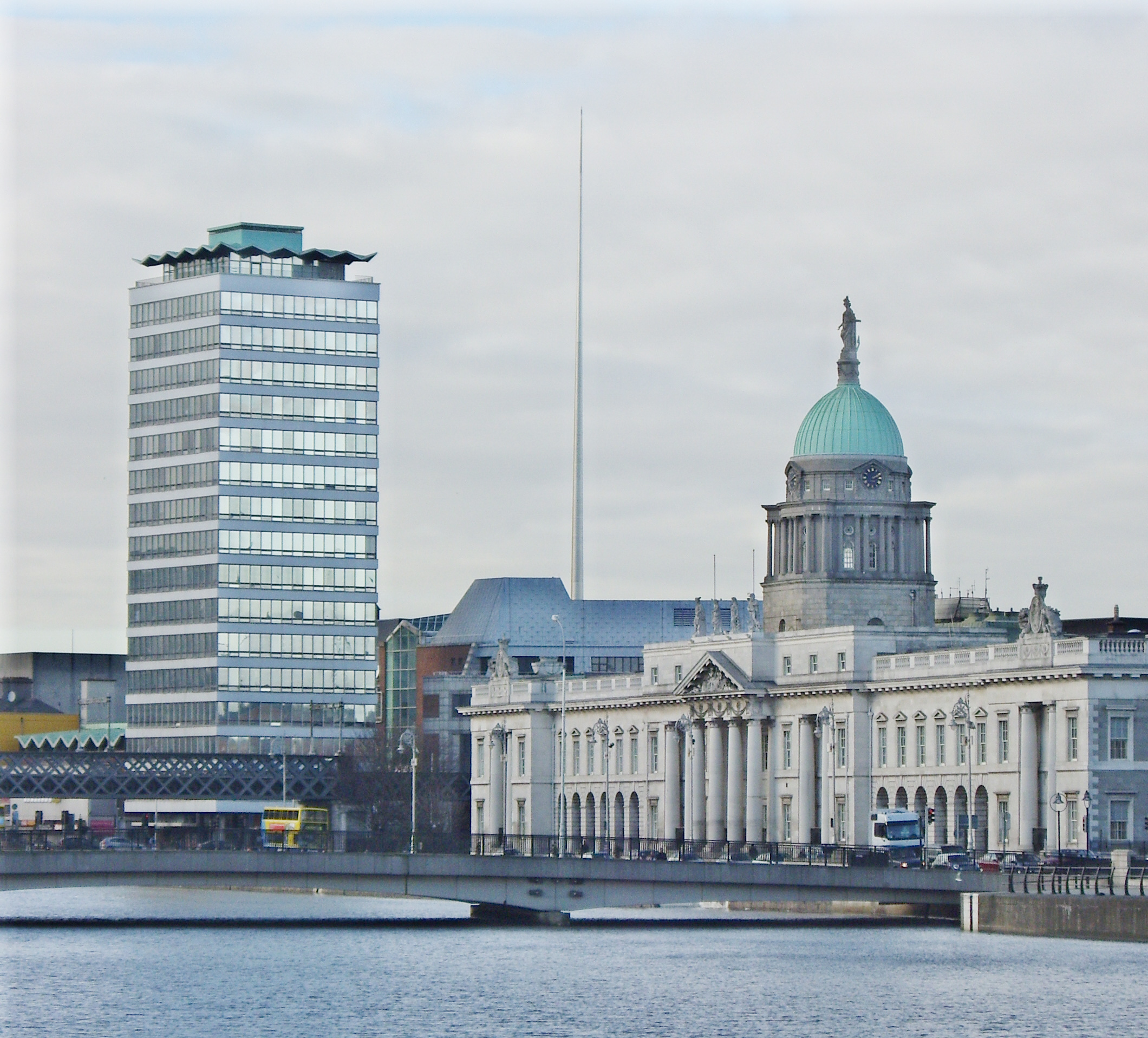
Дублинский деловой район — Сити

Валовой внутренний продукт Ирландии в 2009 году составил 172,5 млрд долларов, что на 7,1 % ниже по отношению к уровню 2008 года. ВВП на душу населения составил около 38,7 тыс. долларов (2009). Падение показателей произошло в результате экономического кризиса 2008—2009 годов, от которого сильно пострадала банковская и финансовая система Ирландии. В 2010 году, благодаря поддержке ЕС удалось снизить темпы падения экономических показателей: ВВП упал до 172,5 млрд, а в численном выражении на душу населения до 39 тыс. долларов.
Безработица в стране по состоянию на ноябрь 2010 года составляет 13,5 %.
В докризисное время, с начала 1990-х до 2008 года, к описанию экономики Ирландии применялся термин «Кельтский тигр». С 1996 по 2007 год ВВП страны увеличивался в среднем на 7,1 % в год, что превысило не только мировые показатели (3,2 %), но и показатели быстрорастущих азиатских стран (4,3 %). В числе факторов, обеспечивших «кельтское экономическое чудо», называют такие, как: вступление в Европейский союз и зону евро, инвестирование в информационные технологии, телекоммуникации, здравоохранение и фармацевтику, международные и финансовые услуги, производство программных продуктов, электронную коммерцию; вложение в образование, реформа рынка труда и налоговой системы (к 2002 году налоговая ставка для всех компаний достигла 12,5 %, что для местных компаний означало радикальное снижение), инвестиции из США (в том числе от американцев ирландского происхождения), низкие входные барьеры, включая языковой.
Осенью 2010 года от последствий мирового финансового кризиса сильно пострадали банковский сектор, рынок недвижимости и бюджет страны. Правительство было вынуждено сократить несколько тысяч рабочих мест, снизить зарплаты, ввести новые налоги, а также обратиться за помощью к Евросоюзу и МВФ для займа около 85 млрд евро.
По состоянию 2018 года средний размер оплаты труда в Ирландии составляет €3300 (брутто) и €2564 (нетто) в месяц. С 1 января 2019 года минимальный размер оплаты труда составляет €1563,25 (брутто) и €1509 (нетто) в месяц и €9,8 (брутто) в час.

### Валюта
Ранее страна использовала в качестве своей национальной валюты ирландский фунт или punt, а в 1999 году Ирландия вошла в число одиннадцати государств ЕС, которые ввели на своей территории единую европейскую валюту — евро. Банкноты номиналами в 5, 10, 20, 50, 100, 200 и 500 имеют общий дизайн как и у остальных стран на континенте, однако у монет есть своё собственное оформление: на них изображены кельтская арфа — традиционный символ Ирландии, а также год выпуска и слово Éire.

### Промышленность, энергетика и IT

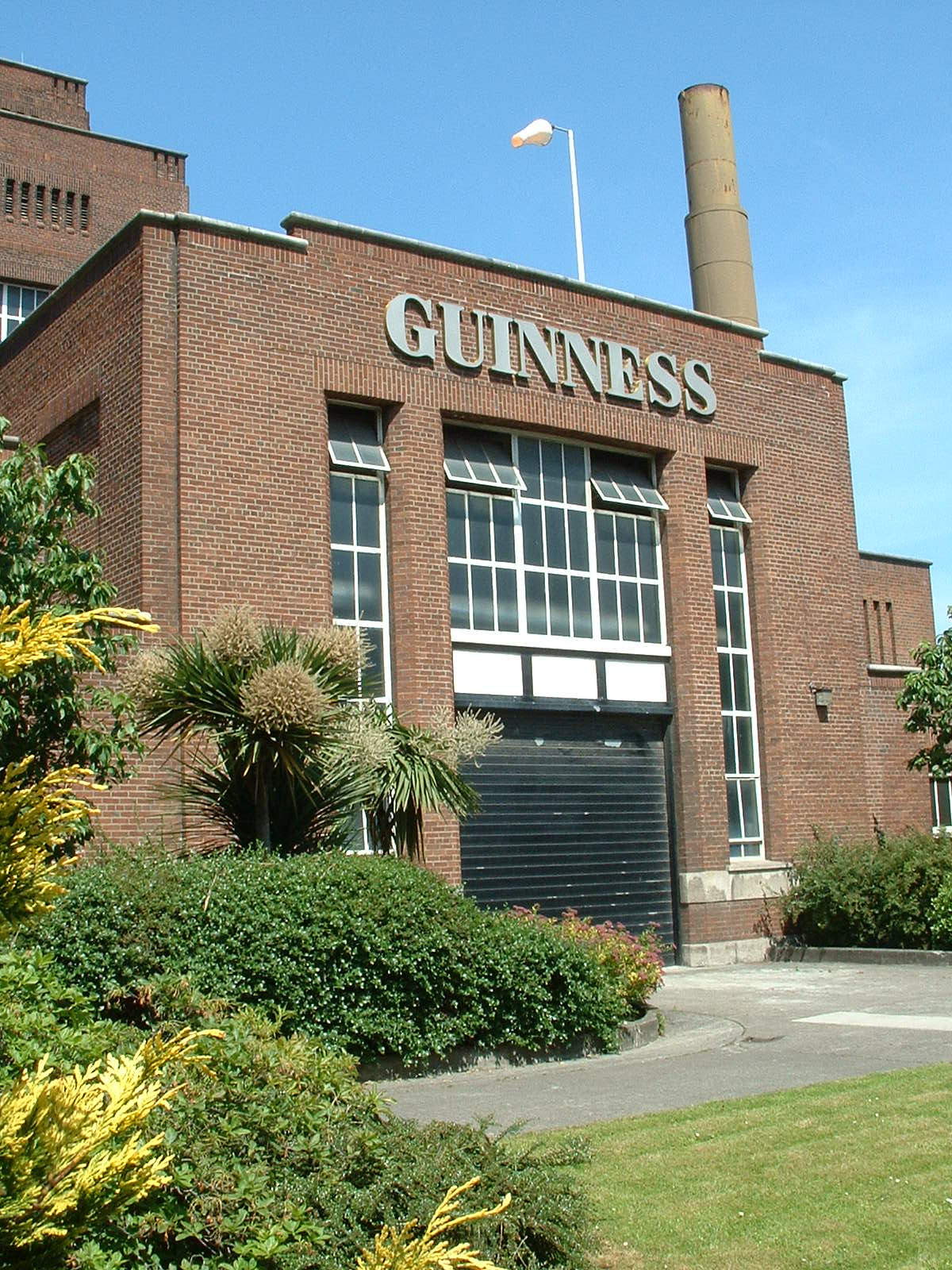
Пивоварня «Гиннесс»

К началу XXI века ключевыми отраслями экономики Ирландии являются: фармацевтика, производство медицинского оборудования, информационные и мультимедиа технологии, машиностроение, пищевая промышленность.
Электронная промышленность Ирландии состоит из следующих секторов — комплектующие, компьютеры, полупроводники, разработка и производство программного обеспечения, телекоммуникации и информационные коммуникации. По общему объёму производства в этих секторах Ирландия занимает 19-е место в мире. Страна имеет преимущество перед своими европейскими соседями благодаря большим инвестициям со стороны США, низким издержкам производственной и торговой деятельности, большой гибкостью рабочей силы, высокому уровню производительности и существованию тесных связей между учебными заведениями и промышленными предприятиями. В Ирландии находятся дочерние предприятия шести крупнейших мировых производителей в сфере IT — IBM, Intel, Hewlett Packard, Dell, Oracle, Microsoft, а также ещё около 300 крупных местных компаний, которые все вместе дают около трети всего экспорта страны.
Также в Ирландии расположено множество крупных производителей фармацевтической продукции — Liptor, Zocor, Weyth, Schering-Plough, Merck & Co., Pfizer, Novartis, Allergan, GlaxoSmithKline и т. д., а также несколько компаний по изготовлению медицинского оборудования — Boston Scientific, Becton Dickinson, Bausch & Lomb, Abbott, Johnson & Johnson и Striker. Большая часть фармацевтических заводов находится в южной части Ирландии. Примерно треть из 150 компаний, выпускающих фармпродукцию, — небольшие местные фирмы. Они производят, в основном, дженерики, витамины и биологически активные добавки, а также выполняют заказы зарубежных производителей.
В сфере машиностроения наиболее развита отрасль по производству сельскохозяйственного оборудования. Несколько ирландских компаний являются мировыми лидерами в этой области; их продукция используется в скотоводстве, молочной промышленности, растениеводстве.
Лёгкая промышленность в Ирландии представлена в основном малым и средним бизнесом, а годовой экспорт индустрии в целом составляет 1 млрд евро в год. Традиционно здесь производятся изделия из шерсти, льна, шёлка — скатерти, салфетки, ковры, шарфы, платки, шали и т. д. Некоторые компании объединяются под общими брендами, вроде Fabric Ireland, для выхода на новые мировые рынки.
Среди отраслей обрабатывающей промышленности большую долю занимает пищевкусовая промышленность. В стране традиционно производятся пиво, виски, молочные и мясные изделия, мука, сахар, табачные изделия и другие товары, имеющие важное экспортное значение.
Энергетика Ирландии основана на потреблении природного газа, угля, торфа и нефти и представлена преимущественно ТЭЦ, которые генерируют до 95 % электроэнергии. В стране действуют крупнейшие в мире электростанции (Эдендерри — 128 мегаватт; Лэйнсбороу — 150 МВт.; Вест Оффлэй — 150 МВт.), работающие на торфе (вырабатывают более 15 % электроэнергии). На долю гидроэлектростанций приходится всего 4 % общей выработки электричества. Всего в стране вырабатывается около 1,574 млн т. н. э., при этом ещё до 13,353 млн т. н. э. импортируется (по данным на 2002 год). В настоящее время на ирландском рынке энергоносителей ведущее положение занимает компания Bord Gais, а также более мелкие игроки: Viridian’s Energia, Vayu, Flogas и Gazprom Marketing and Trading Ltd (дочернее предприятие Газпрома).
В Ирландии прикладываются значительные усилия по увеличению использования возобновляемых и устойчивых форм энергии, в частности, энергии ветра, с использованием большого количества ветряных энергоустановок Airtricity вдоль прибрежных районов.

### Добыча полезных ископаемых
Вклад добывающей промышленности в ВВП Ирландии составляет около 3 %.
Ирландия богата такими полезными ископаемыми как цинк (9 млн тонн), свинец (1,7 млн тонн), серебро (1 млн тонн), барит (1 млн тонн), имеются также подтверждённые запасы золота (5 тыс. тонн), меди (110 тыс. тонн), угля (29 млн тонн) и природного газа (20 млрд м³). Залежи каменного угля и шахты по его добыче сосредоточены в графствах Килкенни и Карлоу; в центральной части Ирландии — постмагматическое свинцово-цинковое месторождение Шелли-Силвермайнс; в районе Авоки находится медно-пиритовое месторождение. Ведётся добыча песка, гравия и камня для нужд строительной отрасли В отсутствие разнообразия и достаточного количества минеральных ресурсов, основным полезным ископаемым в стране является торф, добыча которого идёт на уровне 5 млн тонн в год. При этом его переработку для нужд энергетики ведут два торфобрикетных завода.

### Сельское хозяйство и рыболовство

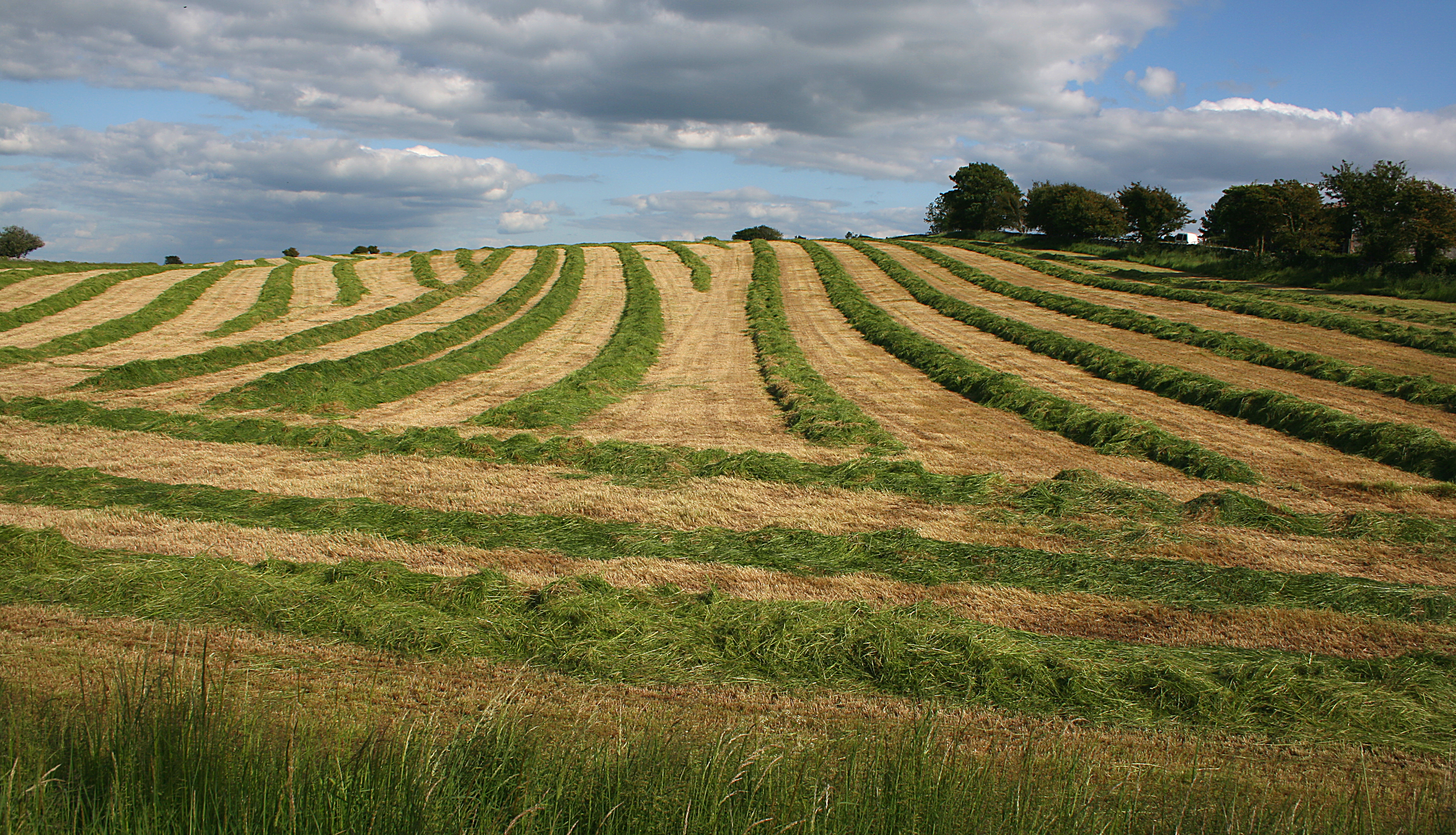
Заготовка сена на полях в графстве Голуэй

Ведущую роль в сельском хозяйстве Ирландии играет животноводство: на его долю приходится около 80 % ВВП в этом секторе экономики. Под пастбища используется до 2 млн га., при этом поголовье состоит из 11 млн голов птицы, 7 млн голов крупного рогатого скота и 4 млн овец. Основная продукция данной отрасли: молоко и молочные продукты (около 5 млн тонн в год), говядина, шерсть. Районы, занимающиеся разведением КРС сосредоточены на юге и востоке страны, а также около Дублина; свиноводство же тяготеет к западным графствам. Крупнейшие производители говядины объединены в BQAS (англ. The Beef Quality Assurance Scheme), свинины в PQAS (англ. Pigmeat Quality Assurance Scheme), куриных яиц в EQAS (англ. Egg Quality Assurance Scheme) и т. д, которые представляют собой системы контроля качества продукции как на фермерском уровне, так и на перерабатывающих предприятиях.
Основные сельскохозяйственные культуры — пшеница, овёс, картофель, ячмень и сахарная свёкла; они занимают почти 240 тыс. гектар угодий. В Ирландии около 140 тыс. семейных ферм, средний размер которых достигает 29 га. Основные сельскохозяйственные угодья находятся в южных, центральных и восточных районах страны. Некоторые графства специализируются на определённых сортах для посева: в Корке и Уиклоу отдают предпочтение озимой пшенице и ячменю; в Карлоу возделывают овёс с рапсом и т. п.

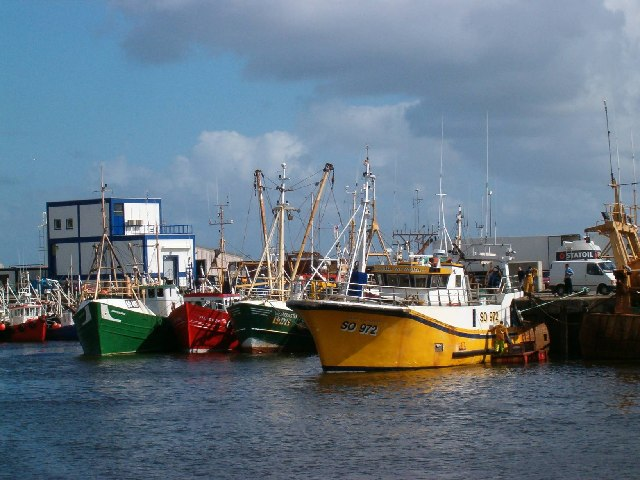
Рыболовецкие суда на берегу графства Донегол

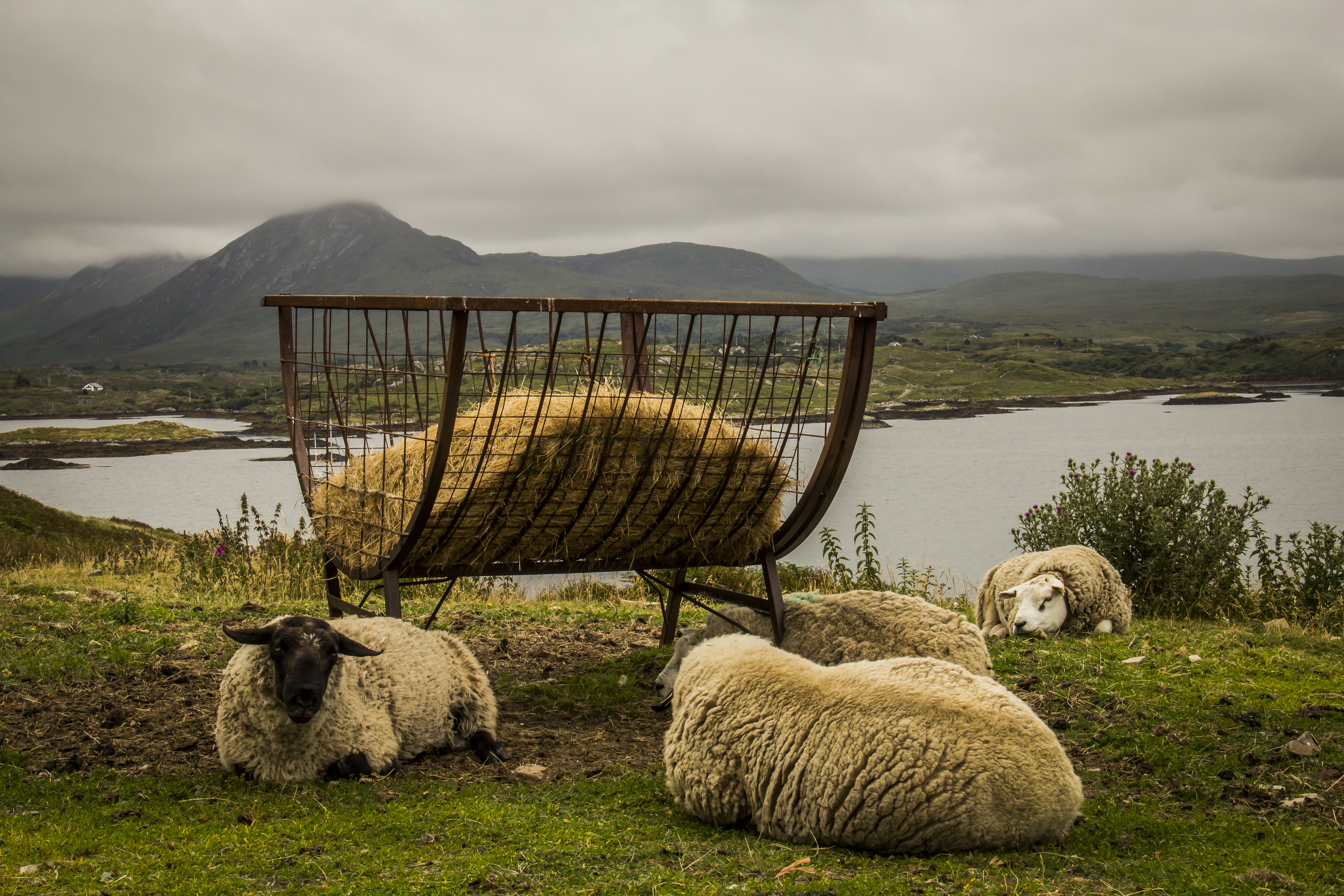
Овцы на выпасе в национальном парке Коннемара

В прибрежных водах Ирландии ведётся интенсивное рыболовство. По состоянию на 2001 год, в промысле участвовало около 1,4 тыс. судов, которые добывали до 300 тыс. тонн рыбы. Основные промысловые виды: сельдь, анчоус, пикша, треска, макрель. Крупнейшие рыболовецкие порты: Дун-Лэаре, Скеррис, Дублин и его окрестности. Также в стране активно развивается аквакультура. Ирландцы успешно разводят форель, мидии, лососей, лобстеров. С начала 2000-х годов власти страны строго следят за этой отраслью экономики. Всего в Ирландии работает 7 региональных комитетов по рыболовству, следящих за выполнением законов по охране окружающей среды и правилам рыболовства. Государственные лицензии необходимо получать для ловли рыбы, в особенности, лосося и морской форели, в любой части Ирландии. Кроме того, необходимо маркировать и учитывать каждую пойманную особь. Принятая единая программа управления рыбоводческими фермами страны призвана защитить и сократить гибель рыбы в результате загрязнения водных ресурсов или действий браконьеров, увеличить поголовье, повысить культуру рыболовства.
В целом сельское хозяйство Ирландии является дотационным: с начала 1990-х годов государственные субсидии увеличились почти в два раза — с 400 млн до 800 млн евро, при этом 2/3 из них приходилось на скотоводство, а 15 % — на выращивание зерновых. На долю же рыболовства к 2009 году приходилось около 120 млн евро субсидий.

### Банковский и финансовый сектор

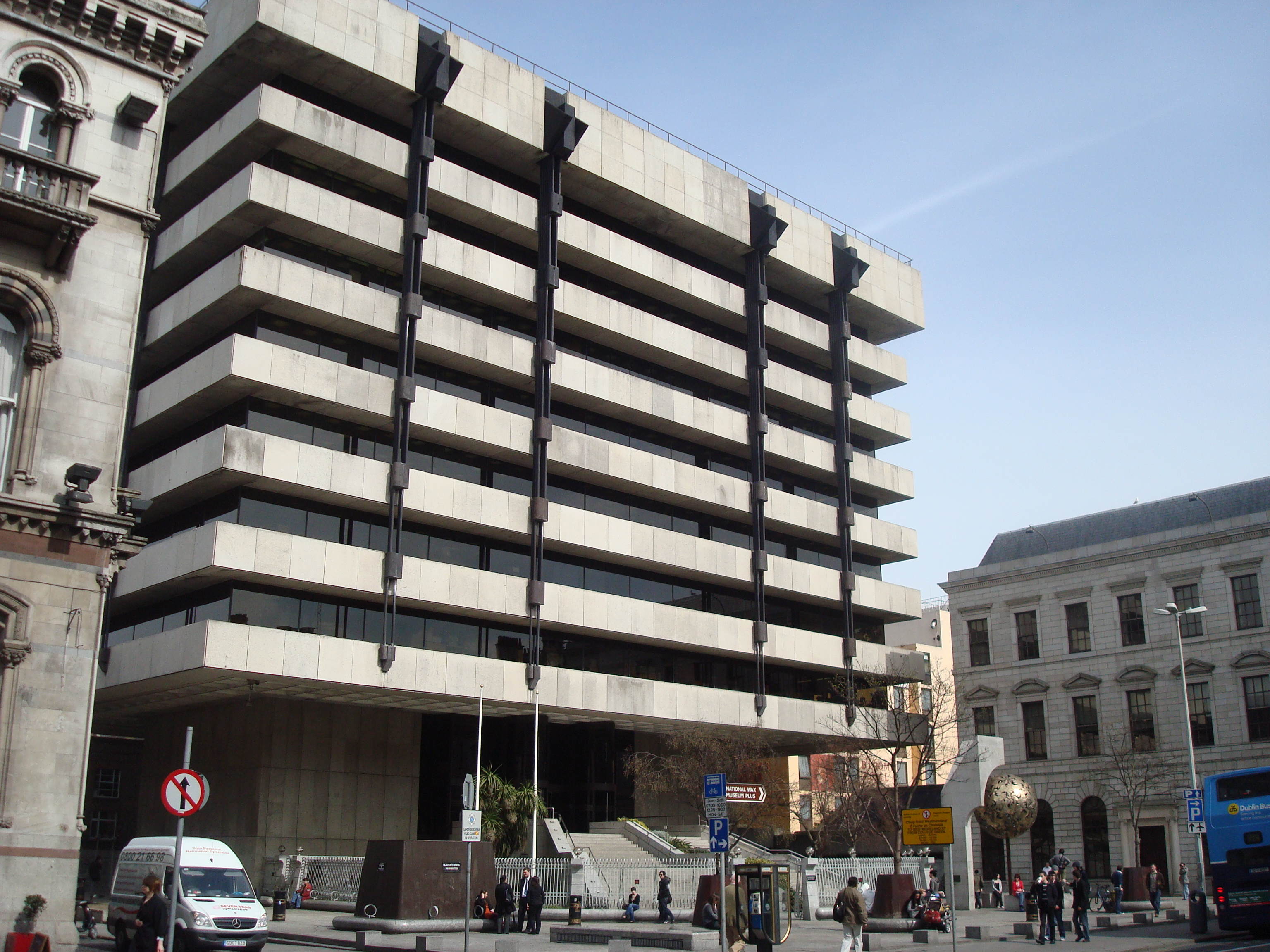
Центральный банк Ирландии в Дублине

Основным органом, который регулирует финансовые услуги в стране, является Центральный банк Ирландии. Его цель — поддержание стабильности в евро-зоне, а также разработка и реализация единой денежно-кредитной политики, проведение операций с иностранной валютой, управление официальными валютными резервами и т. д. В Ирландии представлены все основные европейские банковские учреждения, разделяющиеся на три основные категории: расчётные банки, торговые и коммерческие банки, промышленные банки. Крупнейшие из них: Danske Bank Ireland, Ulster Bank, Bank of Ireland, Allied Irish Banks, Anglo Irish Bank, EBS Bank, ICS Building Society, ACCBank и т. д.
Ирландская фондовая биржа — появилась в 1793 году и является одной из старейших бирж в Европе. Ключевым фондовым индексом является ISEQ 20, который включает в себя 20 компаний с наибольшим объёмом торгов и наибольшей капитализацией. В базу расчёта индекса входят следующие компании: Aer Lingus Group, Aryzta, Bank of Ireland, CRH, C&C Group, Fyffes, Dragon Oil, Green REIT, FBD Holdings, Glanbia, Irish Continental Group, Kenmare Resources, Origin Enterprises, Providence Resources, Kerry Group, Kingspan Group, Paddy Power, Ryanair, Smurfit Kappa Group, Total Produce.
В результате финансового кризиса 2008—2011 годов банки сильно пострадали в результате обвала на внутреннем рынке недвижимости; так как застройщики занимали существенное место в кредитном портфеле ирландских финансовых учреждений. Застройщики вложили несколько миллиардов евро в переоценённые земельные участки и спекулировали на пахотной земле. Кредиты при этом выросли до 28 % от всей совокупности банковской ссуды страны, то есть приблизительно стали равны сумме всех общественных депозитов в розничных банках. В 2008 году правительство объявило о мерах по спасению банковской системы страны: были даны государственные гарантии, которые покрыли всё депозиты, облигации и долги. Тем не менее положение только ухудшилось, а рыночная капитализация провалилась. Тогда государство приняло решение национализировать Anglo Irish Bank, у которого рыночная капитализация была меньше чем 2 % её пика в 2007 году. После этого обвалилось ещё два больших банка, которые в начале 2009 года имели падение акций до 50 % в день. В 2010 году, после долгих отказов от помощи ЕС, Ирландия всё же решила взять кредит для помощи банкам из специального европейского фонда в размере 80-90 миллиардов евро под 5 % годовых.

### Внешнеэкономические связи
Исторически, важную роль в структуре внешнеторгового оборота Ирландии играет соседняя Великобритания, которая является одним из основных торговых партнёров страны. Однако, в течение последних 20 лет наблюдается снижение объёмов экономических связей: так в 1983 году экспорт Ирландии в Соединённое Королевство был равен 38 %, а импорт оттуда — 49 %; то к 2005 году эти показатели упали до 18 % и 31 %, соответственно. При этом, роль торговых отношений с США стабильно возрастала в течение последних 15 лет за счёт активного инвестирования американскими компаниями капитала в экономику Ирландии. Это проявлялось в росте объёмов ирландского экспорта в Северную Америку, который вырос с 10 % в 1983—1990 годах, до 20 % в 2004 году. Импорт из США в течение этого времени также стабильно возрастал почти до 16 % в 2005 году.
Значительное усиление торговых взаимосвязей с Европой началось после перехода страны на валюту евро. Объём экспорта в ЕС вырос в период 1970—2000 годов с 21 % до 45 %; тем не менее, Ирландия является единственной страной-членом ЕС, которая имеет в качестве главных торговых партнёров две страны, не принадлежащих евро-зоне. Торговля с азиатскими государствами также существенно выросла в течение последних 20 лет, что проявляется в объёмах импорта. Он утроился, достигнув показателя в 18 % от общего показателя, а объём экспорта Ирландии в Азию утроился и равен 10 %. В частности, Китай стал четвёртым после США, Великобритании и Германии поставщиком импортных товаров в Ирландию.
Основные рынки сбыта пищевой продукции: Великобритания (39 %), континентальная Европа (35 %), иные страны (26 %). В общей доле экспорта продуктов пищевой индустрии первые места занимают молоко (32 %), говядина (22 %), полуфабрикаты (19 %) и напитки (12 %), остальные имеют более низкие показатели — свинина и домашняя птица (6 %), морепродукты (4 %), баранина (3 %), овощи (2 %).
Ирландия импортирует большое количество энергоносителей для своих нужд: до 90 % необходимого ей природного газа.
По состоянию на 2017 год объём экспорта составил 159 млрд долл., а импорта — 84 млрд долл., положительное сальдо внешней торговли — 75,2 млрд долл.
Почти 56 % экспорта (в 2017) приходилась на химические товары, в том числе упакованные медикаменты (17 %), на втором месте были промышленные и бытовые машины, оборудование и электроника (15,7 %), в том числе интегральные схемы (4,6 %). Остальной экспорт составили приборы и инструменты (9,1 %), в том числе медицинские и ортопедические (6,9 %), продовольственные товары и полуфабрикаты, в том числе солодовый экстракт (1,4 %), говядина (1,1 %), различные молочные товары.
Главные покупатели: США (25 %), Великобритания (12 %), Бельгия и Люксембург (9,7 %).
В импорте преобладали химические товары, полуфабрикаты (21,7 %), транспортные средства (18,3 %), главным образом авиатехника (16 %) и автомобили (3,2 %), а также другие промышленные товары (включая компьютеры и офисные машины) — до 17,5 %.
Главные поставщики: Великобритания (25 %), США (21 %), Германия (10 %).

### Налоговая система
Основной налог в Ирландии — это налог на частных лиц, то есть подоходный налог. Существуют также налоги на увеличение рыночной стоимости капитала, на прирост капитала (включая налог на наследство), коммунальные налоги (налог на доход с недвижимого имущества) и гербовые сборы на сделки с недвижимостью. В Ирландии налогообложение частных лиц проводится по принципу проживания или принципу регистрации. Все жители платят согласно системе Pay-As-You-Earn, то есть каждую неделю или каждый месяц налог удерживается с работодателя. Люди, занимающиеся своим бизнесом сами ответственны за уплату своих налогов, согласно системе Self Assessment. Налог стандартный — с 20 % до минимально приемлемого уровня дохода. Все доходы, превышающие этот уровень, уже облагаются налогом в размере 42 %.
В 1990—2000 годы годах Ирландия стала одной из крупнейших в мире корпоративных офшорных зон («Двойная ирландская с голландским сэндвичем»), что положительно сказалось на успехах по привлечению международных финансовых институтов. Если офшорная компания находится в Ирландии, её доходы, получаемые по всему миру, попадают под ирландское корпоративное налогообложение. Однако выгоды, которые фирма может в этом случае извлечь, заключаются в возможности снизить налоговые ставки до уровня 10 % и использовать налоговые соглашения, заключённые Ирландией с другими странами, для смягчения ирландских и зарубежных налогов. Под производством, облагаемым этим низким налогом понимается несколько сфер экономической деятельности, среди которых: работы в химической, электрической, механической индустрии и гражданского строительства, которые выполняются за пределами стран, входящих в Экономическое Сообщество; промышленное разведение рыбы и выращивание грибов; ремонт и обслуживание самолётов или морских судов; определённые виды компьютерной обработки баз данных и сервиса; экспорт товаров через Специальный торговый дом; культивирование растений, выращенных методом микроразведения или вегетативного размножения; производство фото-, кино- и магнитофонной плёнки и т. д.

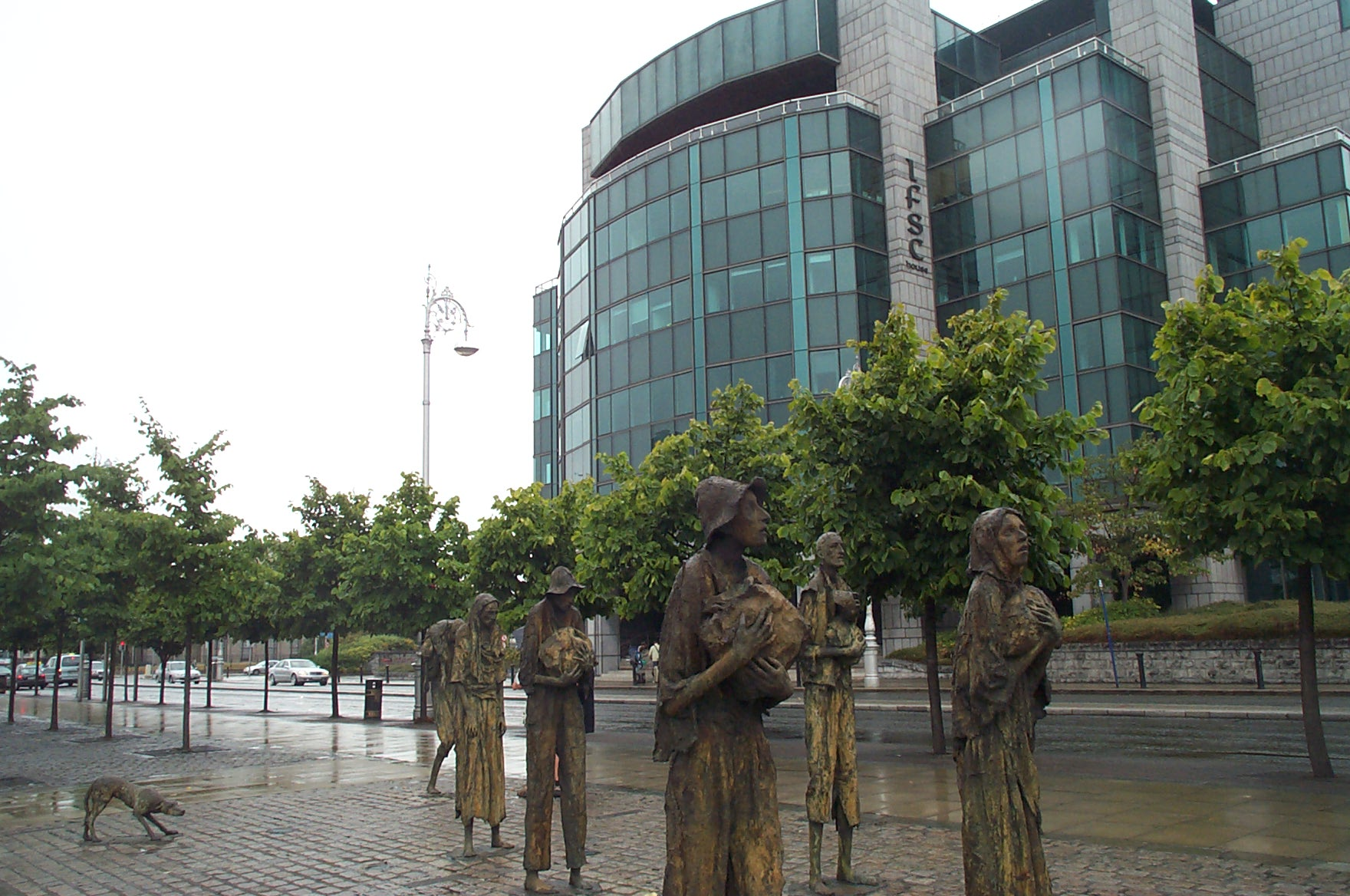
Международный центр финансовых услуг

Льготный режим привлёк в страну банки и иностранный капитал. Так, например, дублинский Международный центр финансовых услуг (IFSC) специализируется на обработке банковской информации для Citibank, Merrill Lynch, Daiwa, ABN Amro и ещё четырёхсот зарубежных банков. однако он фактически может быть ещё меньше, поскольку допускаются высокие ставки амортизации активов. Ирландия располагает весьма широкой сетью соглашений об устранении двойного налогообложения, которая насчитывает 15 договоров. С различными странами заключены разные по степени и характеру льгот налоговые соглашения. В соответствии с этими соглашениями практически полностью от налогов «у источника» освобождаются проценты по ссудам, платежи роялти, рентные платежи от владения самолётами и недвижимостью. Что касается дивидендов, то здесь налоговый режим зависит от налоговых соглашений и внутреннего налогового законодательства каждой страны. Существенную налоговую экономию при операциях по переводу дивидендов обеспечивают налоговые соглашения с Бельгией, Данией, Шотландией, Германией, Люксембургом, Норвегией, Швецией, Швейцарией, Россией.

### Транспорт

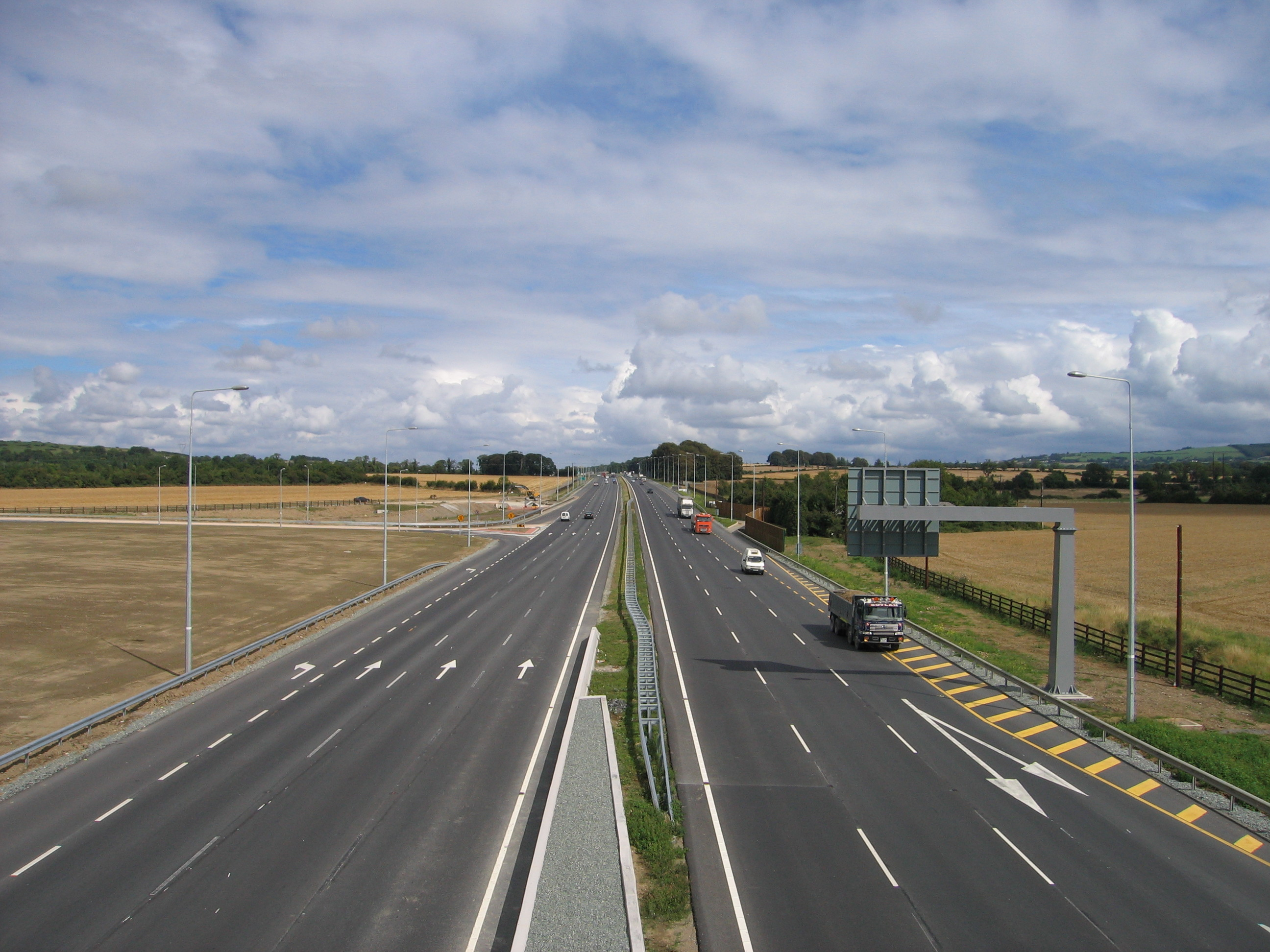
Шоссе в графстве Килдэр

Бо́льшая часть транспортной системы Ирландии является общественным достоянием. Сети автодорог Ирландии развивались в Республике Ирландия и Северной Ирландии самостоятельно, в то время как железнодорожная сеть была в основном сформирована до разделения Ирландии.
Государственными автодорожными и железнодорожными сетями, общественным транспортом, аэропортами и некоторыми другими вопросами в Ирландии занимается Министр транспорта, действуя через Департамент транспорта. Хотя некоторые участки автотрасс были построены за счёт частных или государственно-частных фондов, и имеют статус платных дорог, они находятся в собственности Правительства Ирландии. Железнодорожная сеть также принадлежит и управляется государством, в то время как только основные аэропорты принадлежат правительству. Общественный транспорт находится в основном в руках установленной законом компании, «Córas Iompair Éireann» (CIÉ), и её подразделений — «Bus Átha Cliath» (дублинский автобус), Bus Éireann (автобусные перевозки) и Iarnród Éireann (железнодорожные перевозки).
1 ноября 2005 года правительство опубликовало план «Transport 21», в котором заложены расходы в размере 18 миллионов евро на развитие автодорожного сообщения и 16 миллионов — железных дорог, включая Western Railway Corridor и дублинский метрополитен.

### Туризм

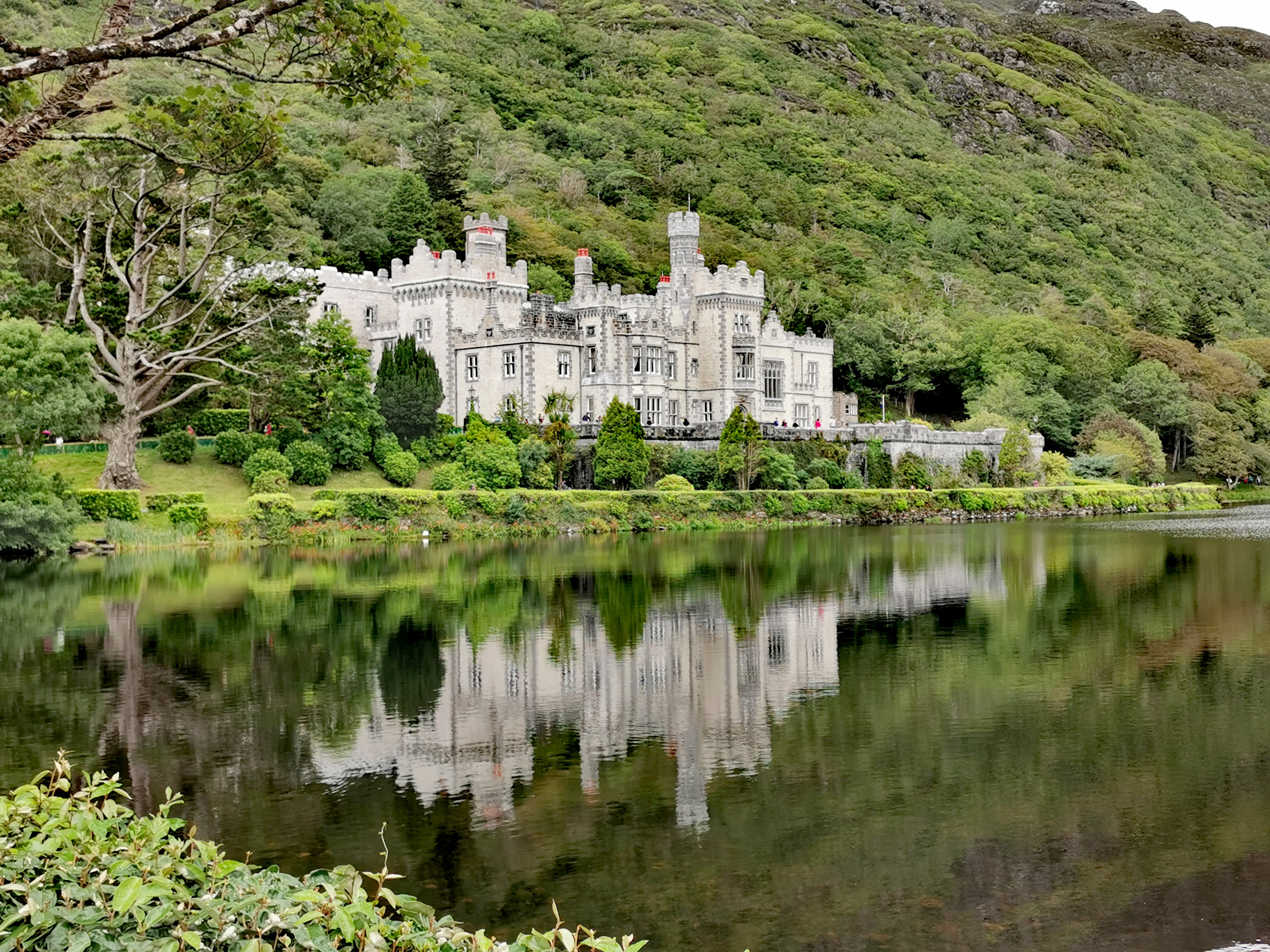
Голуэй

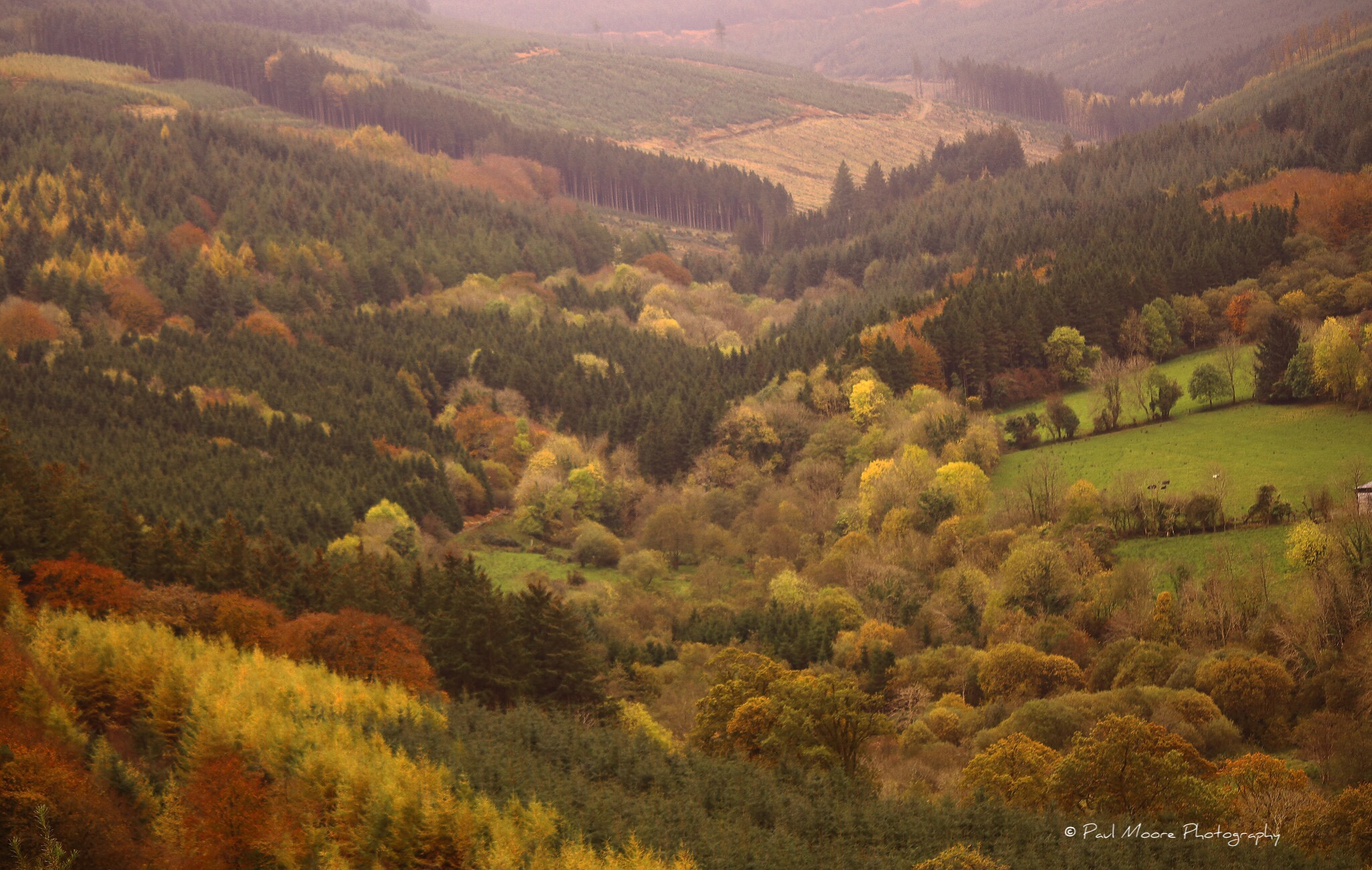
Осенняя природа Ирландии

Туризм в Ирландии является одним из важных секторов экономики, поскольку страну ежегодно посещает более чем 6,2 млн людей, что примерно в 1,4 раза больше собственного населения Ирландии. В туристической отрасли Ирландии занято более 200 000 человек, а ежегодный доход от туризма составляет порядка € 5 млрд. В 2011 году читатели «Lonely Planet» признали Ирландию «лучшим местом для отдыха в мире», город Корк — одним из десяти лучших городов мира, а ирландский сайт DiscoverIreland.com, был назван лучшим туристическим сайтом в мире. Большинство туристов, посещающих Ирландию, приезжают из Великобритании, США, Германии и Франции.

## Социальная сфера

### Здравоохранение

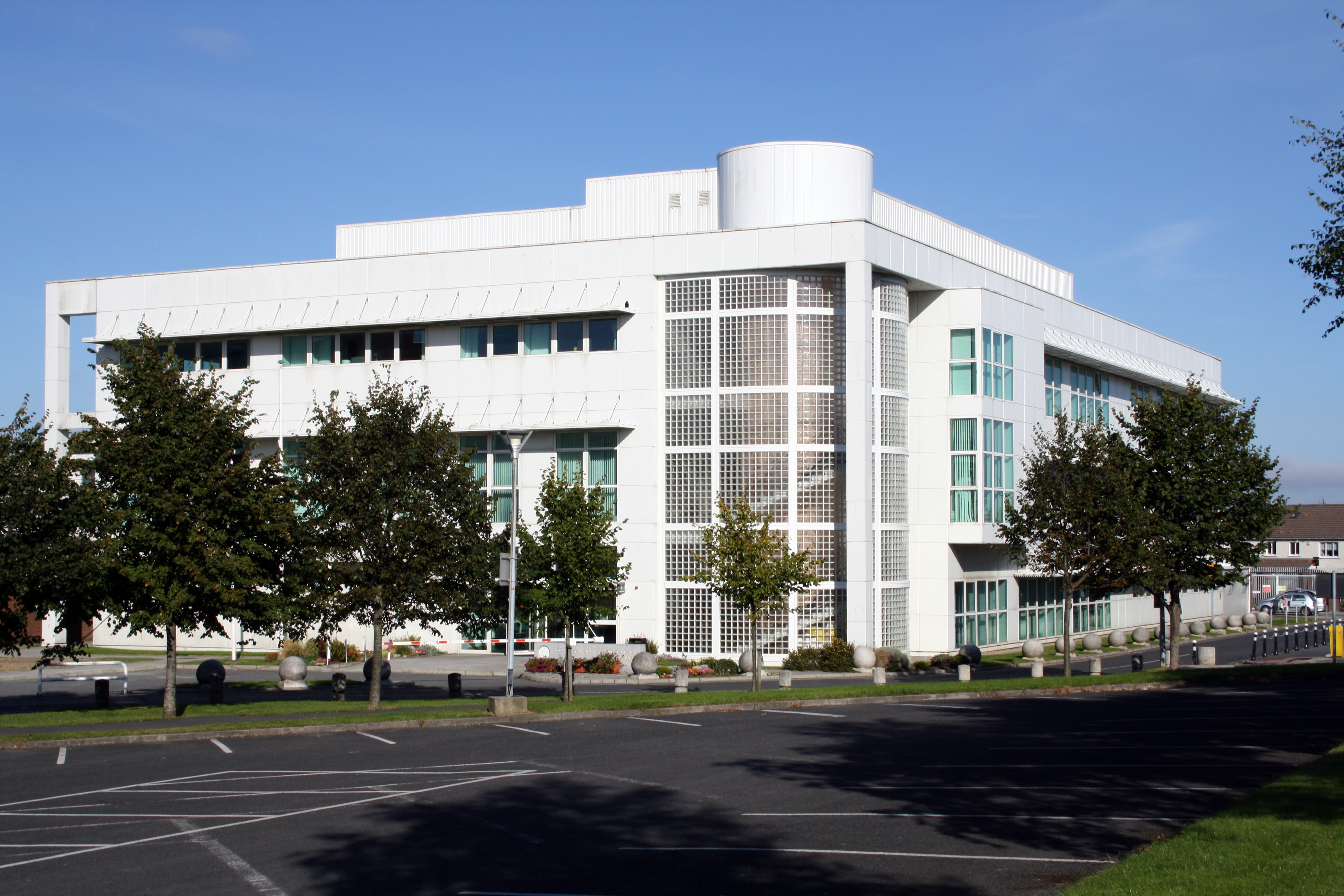
Королевский хирургический колледж

В 2016 году средняя продолжительность жизни в Ирландии равнялась 81 году и восьми месяцам.

### Наука и образование
Образование в республике Ирландия является трёхступенчатым: начальным, средним и высшим. Учебный год начинается в сентябре и заканчивается в мае. Образование обязательно для всех детей в возрасте от 6 до 16 лет, или отучившихся три года на втором уровне образования и выдержавших экзамен на Junior Certificate. Возможно дошкольное обучение для детей с 4 лет.

## Культура и искусство

### Архитектура

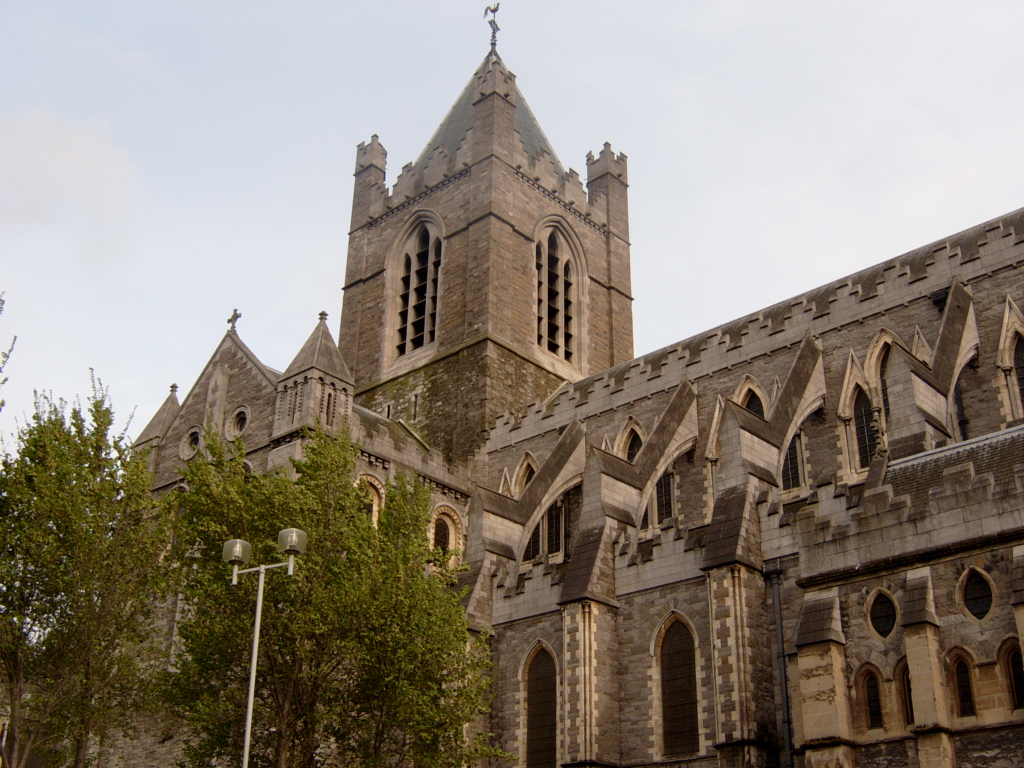
Церковь Крайст-черч в Дублине

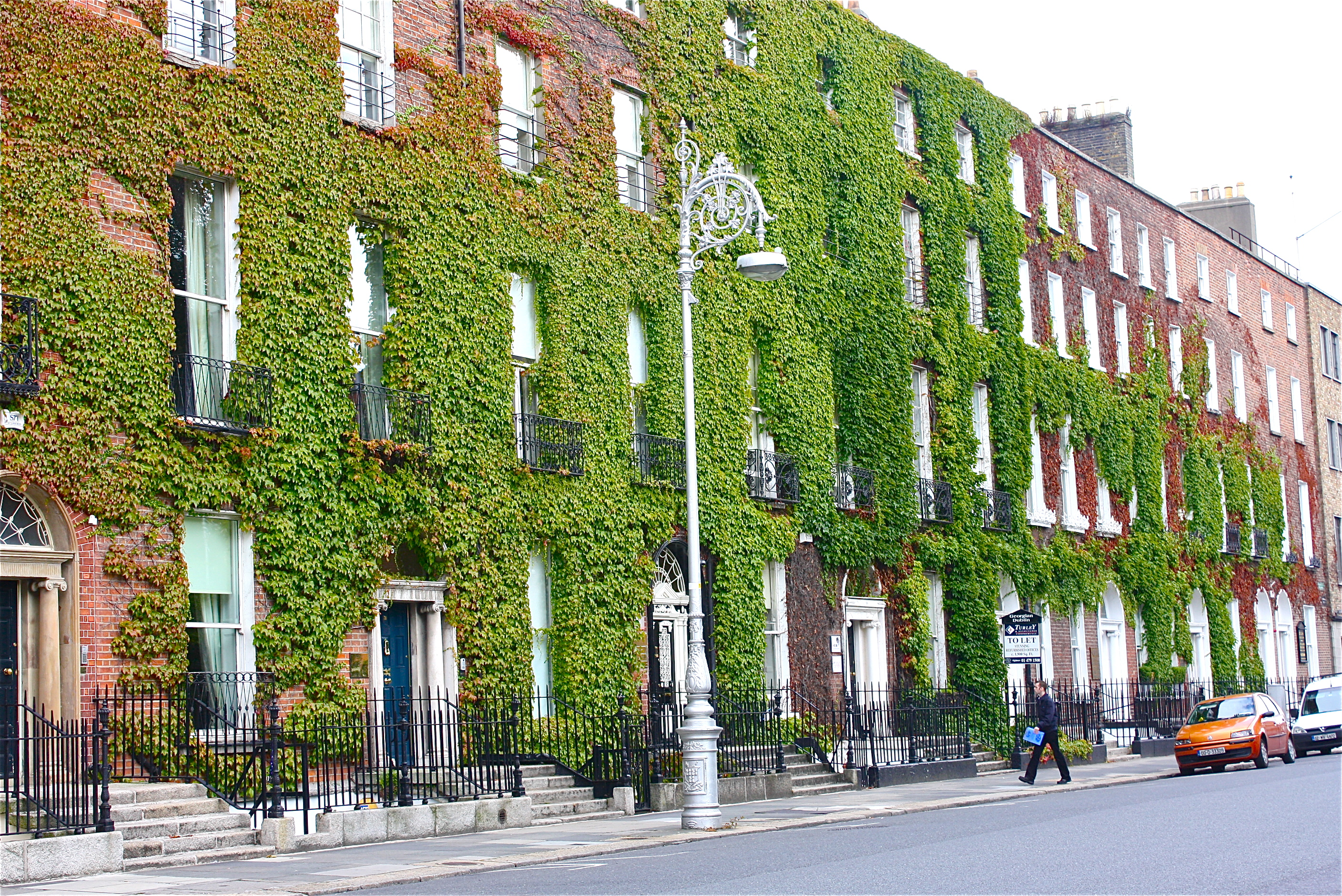
Кирпичные дома в Дублине

Основные сохранившиеся памятники эпохи палеолита — могилы и монументы, которыми ранее отмечались места захоронений. Одни из самых известных на территории Ирландии — дольмены, массивные трёхосновные сооружения, были воздвигнуты 4—5 тыс. лет назад. Ещё одна особая форма захоронения — могилы-галереи, например, Ньюгрейндж. Самые первые ирландские крепости датируются бронзовым веком и представляют собой круглые форты на земляно-каменном валу с частоколом и рвом вокруг. Одна из таких была реконструирована в графстве Корк близ Клонакилти. Некоторые укрепления уже в то время возводились целиком из камня, например, в Инишморе на островах Аран.
В V веке в Ирландию пришло христианство, и по всему острову началось строительство церквей. Первоначально, они были довольно простыми — крытые деревом или цельнокаменные. С появлением монастырей и ростом их влияния увеличивались и размеры сооружений (например, монастырь в долине Глендалох или соборы Клонмакнойс). Также, одним из архитектурных символов того времени стали круглые башни с коническими крышами. Во время набегов викингов в конце IX — начале X веков они строились повсеместно по всей стране, и являлись, одновременно как убежищами, так и наблюдательными постами. В 1169 году вместе с норманнами в Ирландию пришёл готический стиль: высокие сводчатые окна и V-образные арки. Яркие примеры — Церковь Крайст-черч в Дублине и собор Святого Каниса в графстве Килкенни.

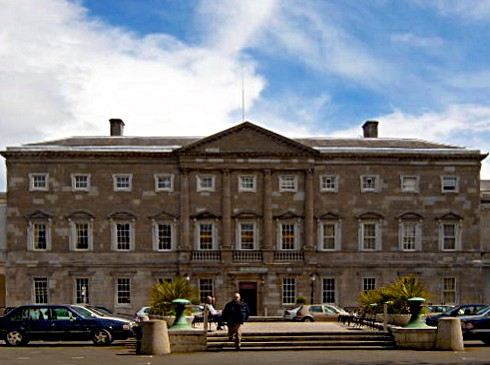
Ленстер-хаус

За время правления четырёх Георгов (1714—1837) значительно изменился архитектурный облик крупнейших городов страны. Так, Дублин стал застраиваться в соответствующем георгианском стиле изящными домами с террасами из красного кирпича, с небольшими окнами и резными дверными проёмами. Однако, в середине XX века множество построек того времени довольно сильно пострадали. Некоторые образцы сохранились в районе площади Мэррион. За годы английского господства в Ирландии было построено множество классических усадеб в палладианском стиле, например, Каслтаун (1722) около Селбриджа и Рассборо Хаус (1741) близ Блессингтона. Немецкий архитектор Ричард Кассельс, приехавший в Ирландию в 1728 году стал автором многих знаковых для ирландской архитектуры построек: Ленстер-хауса в Дублине и Пауэрскорта в графстве Уиклоу.
Современные архитектурные тенденции довольно долго не проникали в Ирландию. Первое здание в стиле модерн, центральный автовокзал Дублина, было построено здесь лишь в 1950 году по проекту Майкла Скотта. Его работы вдохновили многих ирландских архитекторов и в 1967 году библиотека Беркли в столичном Тринити-колледже (автор — Пол Коралик) была провозглашена лучшим образцом современной ирландской архитектуры. С начала 1980-х годов архитектурному наследию в виде исторических зданий, памятников, замков и храмов стало уделяться достаточно большое внимание со стороны властей и общества. Так, в Дублине был восстановлен ранее заброшенный старинный район Темпл-Бар.

### Литература

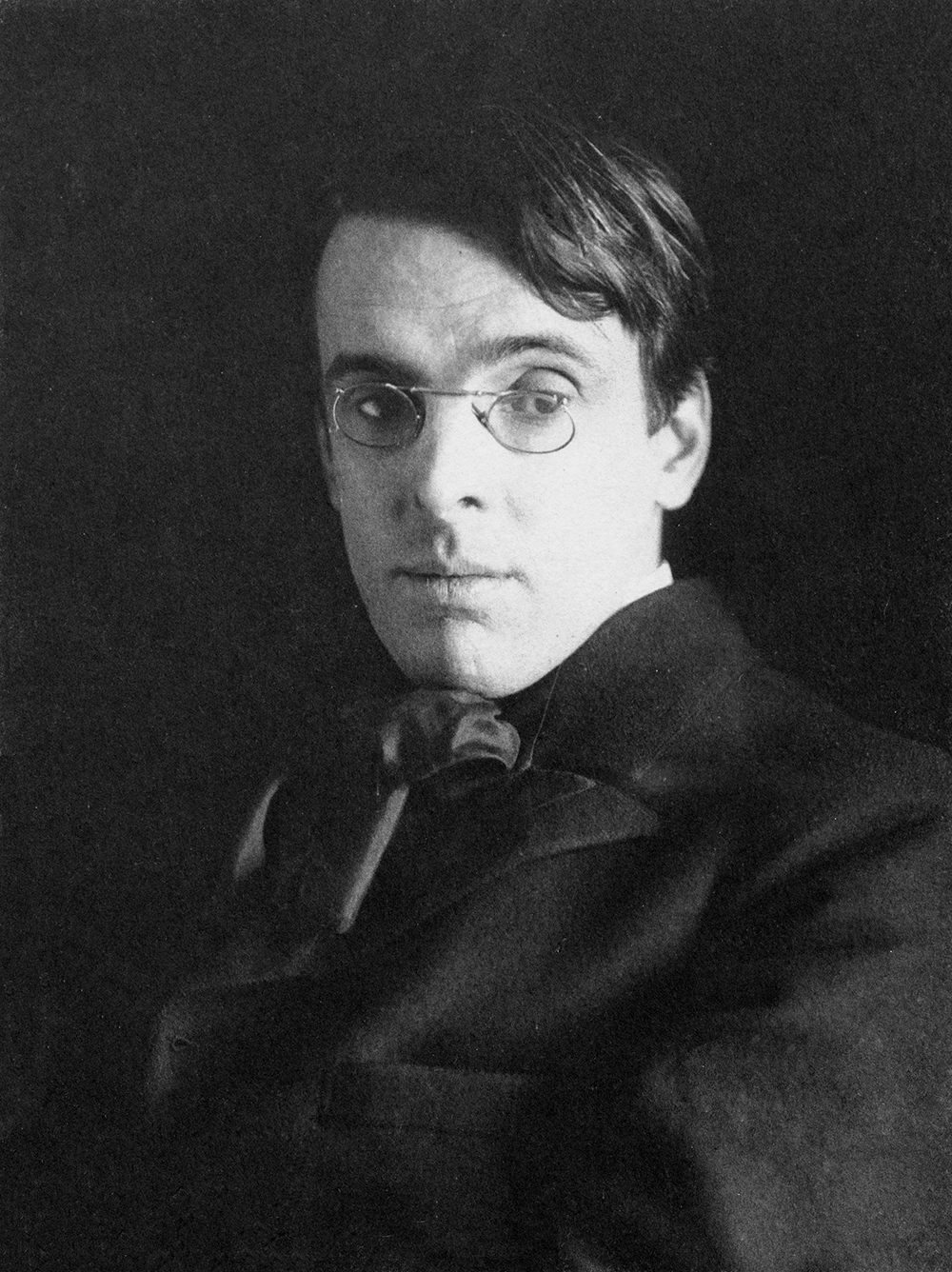
Уильям Батлер Йейтс — ирландский поэт, драматург

### Живопись и скульптура
Ирландское искусство в течение периода английского доминирования рассматривалось обычно в рамках английской школы живописи. После XVII века многие ирландские живописцы и скульпторы достигли известности, в результате чего можно говорить о формировании ирландской школы живописи. Ирландские живописцы Джордж Баррет и Натаниэл Хоун старший, вместе с сэром Джошуа Рейнолдсом, были соучредителями Королевской Академии в 1768 году. Джеймс Артур О’Коннор являлся видным художником-пейзажистом того периода, а Дэниел Маклис создал известные на весь мир фрески в Королевской Галерее Палаты Лордов.
Среди ирландских живописцев XIX века европейскую известность получили Натаниэл Хоун младший и Уолтер Ф. Осборн, а также постимпрессионист Родерик О’Конор. Одним из ведущих мастеров экспрессионизма ныне признан Джек Батлер Йейтс, сын художника Джона Батлера Йейтса и брат поэта Уильяма Батлера Йейтса. В недавнее время получили признание работы кубистской художницы Мейни Джеллет и мастера церковного витража Иви Хоуна.

### Музыка

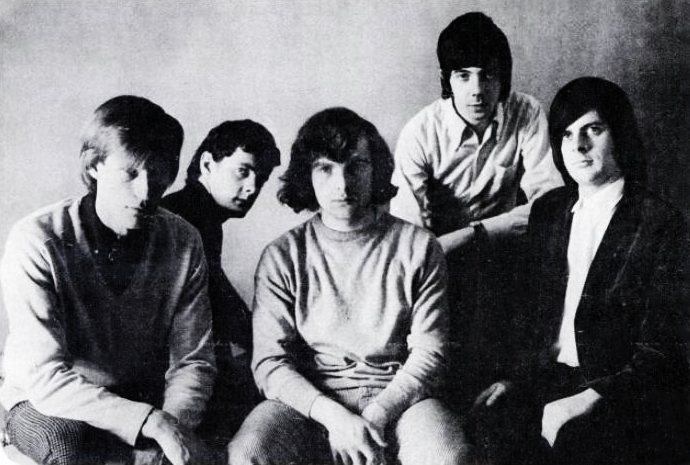
Группа Them

Ирландские музыканты были известны повсюду в Европе уже к XII веку. Наиболее знаменитым из них был слепой арфист Турлаф O’Каролан, который сочинил около 200 композиций, в основном, для своих покровителей.
Ирландская народная музыка очень разнообразна: от колыбельных до застольных песен, от медленных инструментальных мелодий до быстрых зажигательных танцев, и в них огромную роль занимает использование вариаций и нюансов ритма и мелодии. Традиционная ирландская танцевальная музыка включает в себя рилы (музыкальный размер 4/4), джиги (наиболее распространён размер 6/8) и хорнпайпы. С начала XIX века в Ирландии популярна полька, привнесённая учителями танцев и вернувшимися из Европы солдатами. Сетовые танцы предположительно существуют с XVIII века. Позднее как вариант шотландского страспея в Ирландии появилась мазурка.
В XX веке началось возрождение ирландской традиции; стали популярны аккордеон и концертина, стали проводиться соревнования по ирландскому степу и кейли, широко поддерживаемые образовательной системой и патриотическими организациями. Стал популярен шан-нос (ирл. sean-nós, «старый стиль»), стиль исполнения песен и танцев на старый манер.
Благодаря широкой эмиграции ирландцев в США, ирландская музыка стала широко известна в Америке, и оттуда — по всему миру; побывавшие на гастролях музыканты, в свою очередь, вносили проамериканские изменения в свой стиль исполнения.
Ирландия принимала участие в конкурсе песни Евровидение (ирл. Comórtas Amhránaíochta na hEoraifíse) ежегодно с 1965 года, кроме 1983 и 2002 годов. Страна 7 раз занимала первое место, 4 раза — второе, один раз — третье.

### Театр
Первый национальный театр в Ирландии, Театр Аббатства, был открыт в Дублине 27 декабря 1904 года.
История развития ирландского театра тесно связана с проходившей в годы его становления войной за независимость страны. Члены труппы Театра Аббатства сами участвовали в ней.

### Танец
Ирландские танцы включают в себя:
- Ирландские сольные танцы (англ. Irish Stepdance). Их отличительной чертой являются быстрые и чёткие движения ногами при остающихся неподвижными корпусе и руках. Ирландские сольные танцы были созданы ирландскими мастерами танца в XVIII—XIX веках и достаточно жёстко стандартизированы Комиссией по ирландским танцам в начале XX века в Ирландии в результате деятельности Гэльской лиги, что со временем позволило создать многочисленную школу мастеров, способных исполнять достаточно сложную танцевальную технику. Именно на этой технике основывается зрелищность Riverdance и подобных шоу.
- Ирландские кейли (ирл. céilí) — парные и групповые танцы, базирующиеся на стандартных шагах ирландских сольных танцев. Схемы кейли также формализованы Комиссией по ирландским танцам[158].
- Постановочные фигурные танцы (англ. Choreographed Figure Dances) основываются на стандартных сольных ирландских танцах и фигурах кейли, но ориентированы на массовое выступление сразу многих танцоров в рамках постановочных шоу, в связи с чем допускают различные отступления от стандартов в целях повышения зрелищности. В результате развития именно этого направления были созданы Riverdance и другие не менее известные ирландские танцевальные шоу[158].
- Сет-танцы (англ. Set Dancing) — парные ирландские социальные танцы. В отличие от кейли базируются на относительно простых шагах французских кадрилей[158].
- Шан-нос (ирл. sean-nós) — особый стиль исполнения традиционных ирландских песен и танцев, не затронутый деятельностью мастеров танца и Гэльской лиги, и сохранившийся в ирландском регионе Коннемара[159].

В период английской колонизации Ирландии метрополия непрерывно преследовала все проявления ирландской культуры. «Карательные законы», которые были введены англичанами в середине XVII в., запрещали обучение ирландцев чему-либо, в том числе музыке и танцам. Рост интереса к ирландским танцам возник после выступления шоу «Riverdance» на Евровидении 1994 года.

### Кинематограф
В прошлом многие фильмы в Ирландии проходили цензуру или даже запрещались ею, в основном из-за влияния католической церкви. Irish Film Classification Office придерживается взглядов, согласно которым зритель сам может сделать выбор, и ставит своей целью изучение и классификацию фильмов. В целом ирландская киноиндустрия в последнее время растёт, и количество занятых в ней людей выросло с 1000 до 6000 в период 2003—2009 годов.

### Праздники
В Ирландии празднуется ряд государственных праздников; к таким праздникам относятся Рождество, День святого Патрика, Пасха и другие. Предусмотрена система переноса дат празднования в зависимости от дня недели, на который они выпадают.

### Кухня
В повседневной жизни употребляются масло, молоко, сыры, рыба; в «ирландский завтрак» входят тосты, яичница, сосиски, бекон, белый пудинг и чёрный пудинг, помидоры, из фастфуда популярны рыба и чипсы. К традиционным блюдам относится ирландское рагу; картофель стал основным блюдом в рационе ирландцев, особенно бедных, с XVIII века.

### Спорт

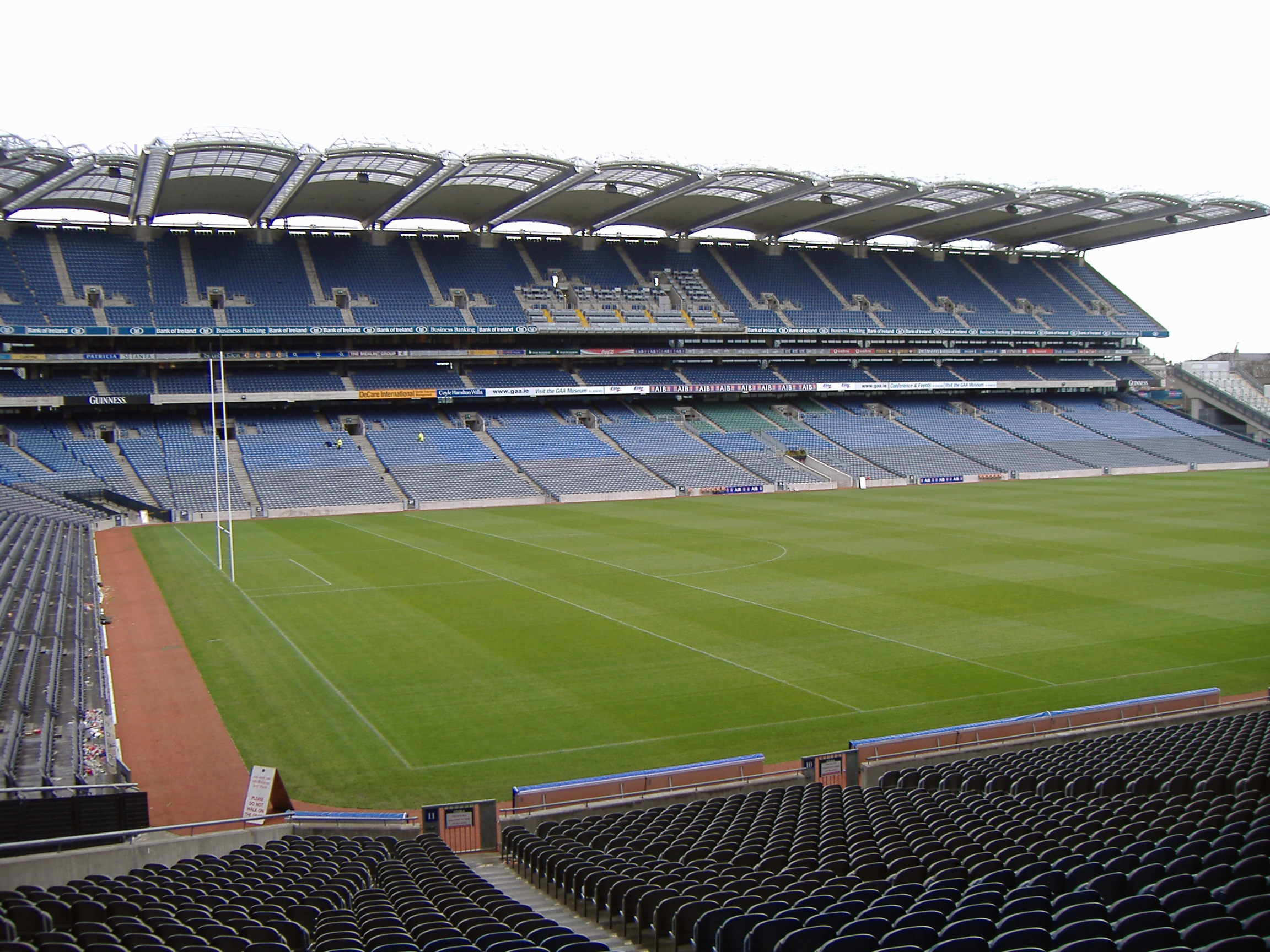
Кроук Парк

Спорт в Ирландии популярен и широко распространён. Уровни участия населения в спортивных турнирах высоки, но в западных областях участие понижается из-за увеличивающейся популярности других вещей, таких, как телевидение и компьютерные игры. В стране есть большой разнообразный выбор спортивных состязаний, самые популярные из них — гэльский футбол и бокс; 34 % спортсменов занимается футболом, 23 % боксом. Гэльский футбол и бокс считают национальным спортом Ирландии. Традиционные ирландские игровые виды спорта регулируются Гэльской спортивной ассоциацией, объединяющей 800 000 спортсменов-любителей.

## Средства массовой информации
В стране действуют более 85 интернет-провайдеров.